# Métro Paris
Die Métro Paris, auf Deutsch in der Regel Pariser Métro genannt, auf Französisch le métro (parisien), ist das U-Bahn-System der französischen Hauptstadt Paris. Der Name ist eine Kurzform der Bezeichnung Chemin de fer métropolitain (wörtlich: Metropoleneisenbahn). der Betreiber der Pariser Métro ist die RATP.

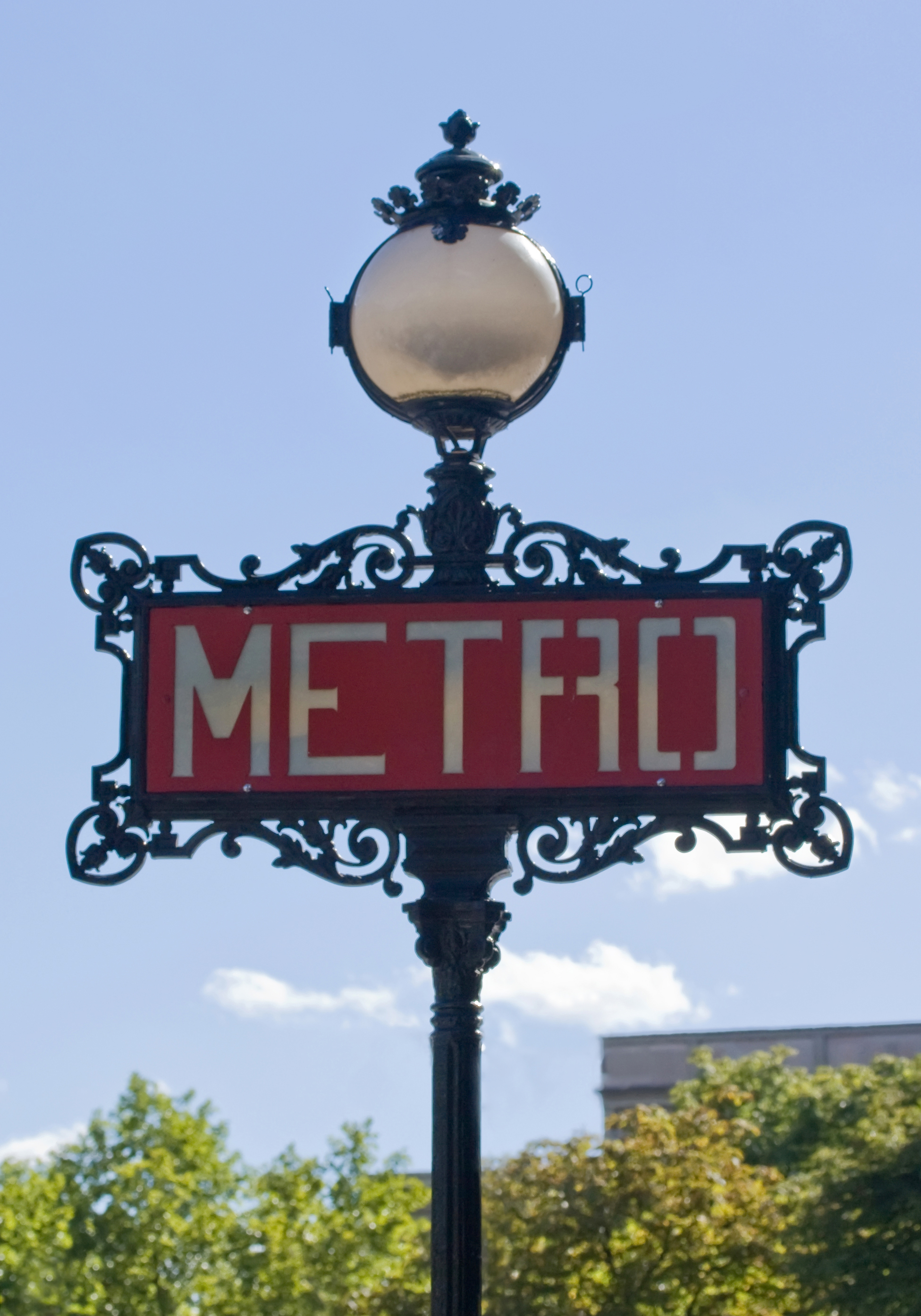
Métro-Schild des Typs „Val d’Osne“ an einem Zugang der Station Iéna

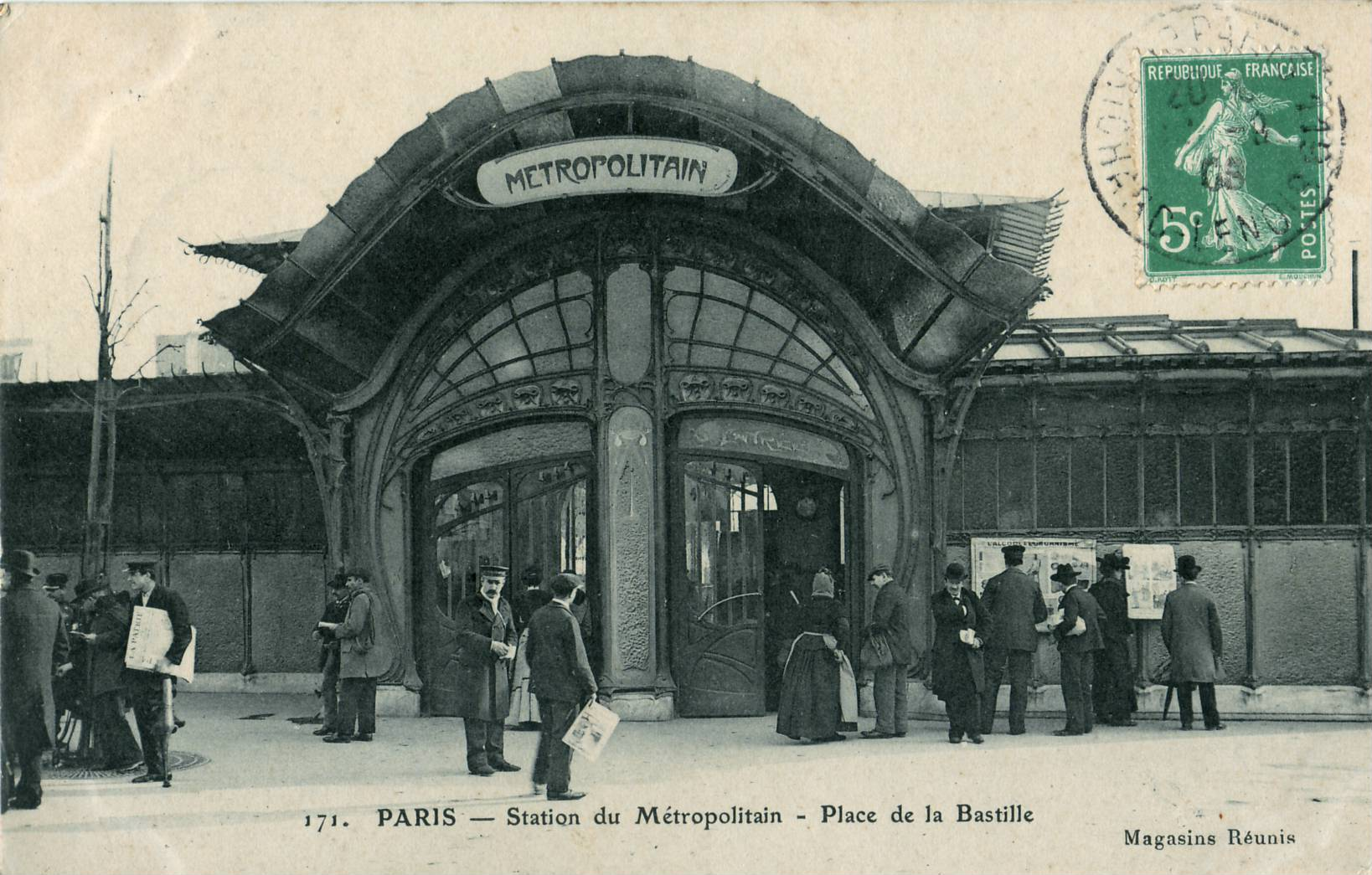
Schriftzug METROPOLITAIN über dem ehemaligen Zugang zur Station Bastille

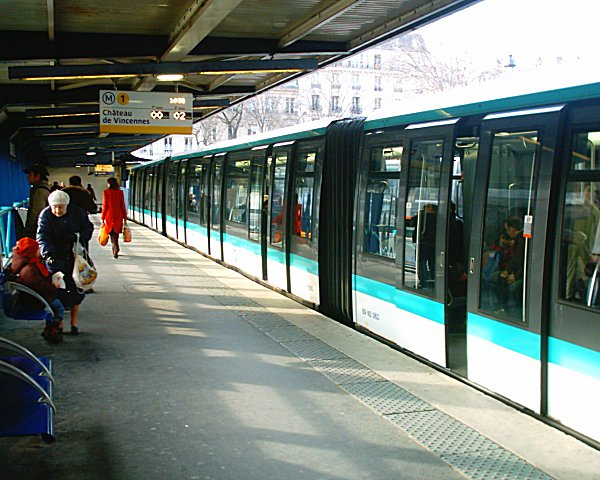
Bis heute Rückgrat der Métro: Linie 1

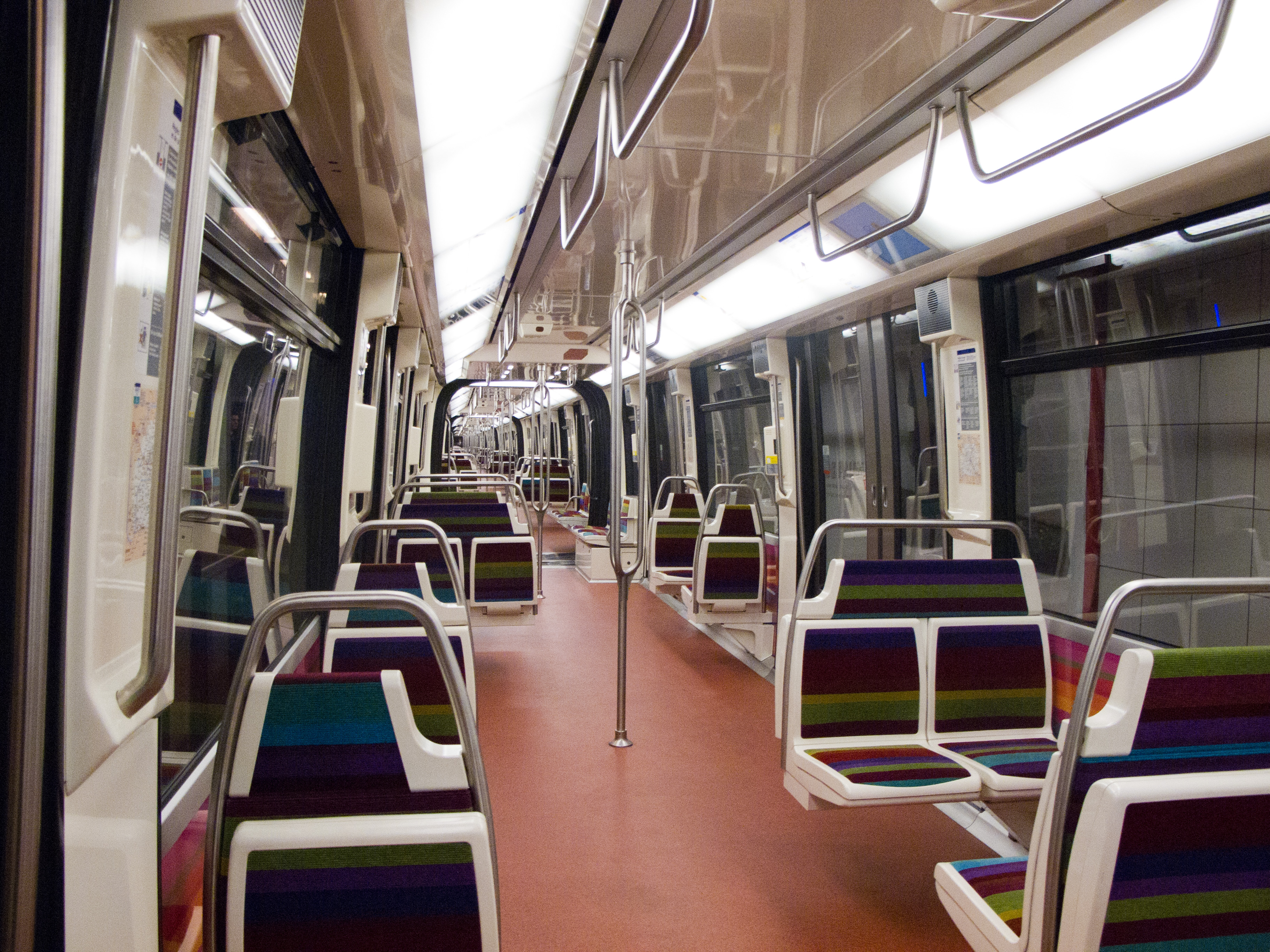
Innenraum eines Fahrzeugs der Baureihe MP 05

Die erste Linie der Pariser Métro wurde am 19.  Juli 1900 anlässlich der Weltausstellung von Paris eröffnet und war nach London (1863), Liverpool (1893), Budapest und Glasgow (beide 1896) die fünfte U-Bahn der Welt.
Das Netz ist mit 245,6 Kilometern Gesamtlänge und 405 Haltepunkten in 321 Stationen, die von insgesamt sechzehn voneinander unabhängigen Linien bedient werden, eines der größten der Welt. Charakteristisch sind die hohe Netzdichte innerhalb der Stadt und die geringen Abstände zwischen den einzelnen Stationen – im Schnitt rund 500 Meter. Rein rechnerisch benutzen etwa 4,3 Millionen Menschen pro Tag die Pariser Métro.
Die seit den 1970er Jahren als Ergänzung des Métronetzes ausgebauten fünf RER-Linien (Réseau express régional d’Île-de-France) verlaufen innerstädtisch ebenfalls unterirdisch, jedoch mit größeren Haltestellenabständen; mit RER-Zügen werden täglich 2,7 Millionen Fahrgäste vor allem in die Vororte transportiert – auf einem Streckennetz von 608 Kilometern mit 252 Haltepunkten (Stand 2024). Die RER-Linien werden teils von der französischen Eisenbahngesellschaft SNCF, teils von der RATP betrieben. Die Transilien-Vorortzüge der SNCF binden mit weiteren neun Linien und einem Streckennetz von 1110 Kilometern mit 257 Bahnhöfen weitere Vororte der 12,4 Millionen Einwohner zählenden Hauptstadtregion Île-de-France ans Zentrum an. Die wiederum von der RATP betriebene Straßenbahn Île-de-France vervollständigt das Netz mit 14 Linien, die auf 186,6 Kilometern 278 Stationen bedienen. Schließlich ergänzen etwa 1500 RATP-Buslinien mit einem Streckennetz von etwa 25.000 Kilometern das Netz des öffentlichen Personennahverkehrs in der Île-de-France. Der Bahnhof Châtelet-Les Halles, in dem sich fünf Métrolinien und drei RER-Linien kreuzen, ist einer der größten unterirdischen Bahnhöfe der Welt. Métro und RER bedienen auch den Fernbahnhof Gare du Nord, den weltweit meistfrequentierten Bahnhof außerhalb Asiens.
Mit dem Grand Paris Express, der seit 2015 in Bau ist und vier neue Linien sowie die Verlängerung von zwei bestehenden Métrolinien vorsieht (mit 200 neuen Streckenkilometern und 71 Stationen), soll sich die Länge allein des Métronetzes bis 2030 verdoppeln. Während das Métronetz ursprünglich nur bis an den Rand der Kernstadt reichte und RER die Vororte an das Zentrum anbinden sollte, soll der Grand Paris Express bessere Verbindungen um Paris herum gewährleisten. Die ersten Strecken des Grand Paris Express, die Verlängerung der Métrolinie 14 nach Norden und Süden, gingen am 24. Juni 2024 in Betrieb.

## Geschichte

### Vor 1900: langwierige Planungen

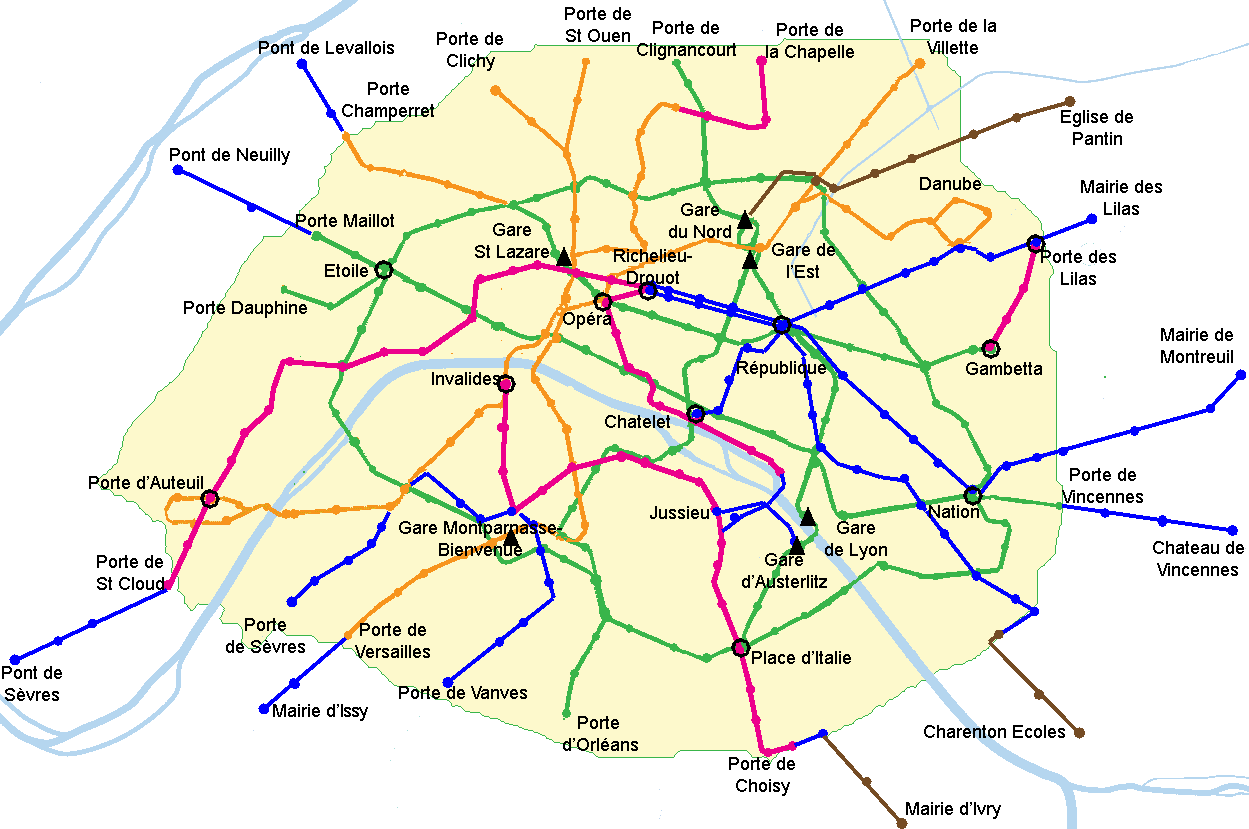
Aufbau des Métronetzes 1900–1949:
1900–1910, 1910–1914, 1914–1930, 1930–1939, 1939–1949

Bereits Mitte des 19. Jahrhunderts hatte es erste Vorschläge für eine Pariser Stadtbahn gegeben. In den Jahren 1852 bis 1869 wurde die Ringbahn Chemin de Fer de Petite Ceinture gebaut, auf der auch Personen befördert wurden. Bei der Weltausstellung 1889 machte sich das Fehlen eines leistungsfähigen Nahverkehrssystems negativ bemerkbar. Als für das Jahr 1900 eine weitere Weltausstellung in Frankreichs Hauptstadt geplant wurde, erhielt die Stadt Paris das Recht, ein innerstädtisches U-Bahn-Netz einzurichten. Man einigte sich auf elektrischen Antrieb und Regelspurweite. Die Wagenkastenbreite wurde auf 2,40 Meter festgelegt. Dies bedeutete, dass durch Paris keine Züge der großen Eisenbahngesellschaften fahren würden.
Das Gesetz vom 30. März 1898 über den Bau eines U-Bahn-Netzes sah ein 65 Kilometer langes Netz vor, das aus sechs Linien bestand. Ein Anhang zum Gesetz verlangte zwei weitere Linien. Die Konzession zum Betrieb der U-Bahn ging an die Compagnie du chemin de fer métropolitain de Paris (CMP). In den ersten Jahren ihres Betriebes wurde sie als (le) Métropolitain bezeichnet.
Die Infrastruktur (Tunnels, Geländeeinschnitte und Viadukte) sollte die Stadt Paris errichten. Die restlichen Einrichtungen (elektrische Ausrüstung, Verlegen und Unterhalt des Gleissystems, Fahrzeuge und Betriebswerkstätten) wurden vom Konzessionsnehmer finanziert und installiert. Noch während der Planungsperiode bemerkte man, dass der Netzbetrieb einfacher und sicherer wird, wenn man – in Abweichung von der ursprünglichen Planung – auf Stammstrecken, die von mehreren Linien gemeinsam genutzt werden, verzichtete.
Für Planung und Bau gab es eine Reihe von Vorgaben: Die Strecken sollten in der geringst möglichen Tiefe bei einer maximalen Steigung von 25 Promille gebaut werden, wobei der Bogenradius 75 Meter, in besonderen Ausnahmefällen 40 Meter, nicht unterschreiten durfte. Die Bahnsteiglänge wurde auf 75 Meter festgelegt. Baubeginn für die heutige Linie 1 war im Jahr 1898. Sie sollte zum Beginn der Weltausstellung eröffnet werden. Der Leiter der Vorstudien und Verantwortliche für den Bau war Fulgence Bienvenüe.

### Die Zeit von 1900 bis 1930

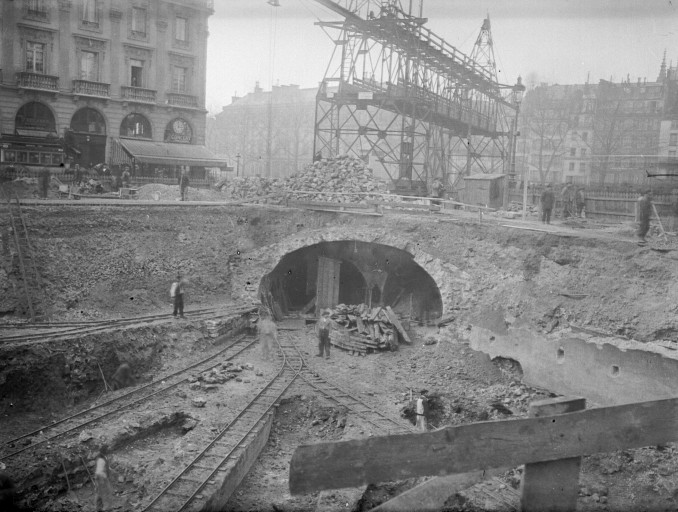
Bau eines Pariser Metro-Tunnels (etwa 1902–1910)

Entwicklung des Métronetzes bis 1939

#### Compagnie du chemin de fer métropolitain de Paris
Die erste Linie wurde am 19. Juli 1900 „Mittags unter großem Andränge der Bevölkerung dem Verkehre übergeben“. Sie hatte eine Länge von 10,3 Kilometer. Im ersten Monat wurden 4.355.886 Reisende befördert, was etwa der doppelten damaligen Einwohnerzahl von Paris entsprach.
Da im Juli 1900 in Paris eine große Hitze herrschte, suchten die Menschen Kühlung an den Eingängen der Métro, weil dort Luft aus dem Tunnel (in dem eine Temperatur von nur 12 Grad Celsius herrschte) austrat.

„Der Betrieb ist vorläufig nur beschränkt: alle zehn Minuten ein Zug in beiden Richtungen, von Morgens 8 bis Abends 8 Uhr. Der Vollbetrieb wird erst in einigen Wochen platzgreifen können und von 6 Uhr Morgens bis Abends 11 Uhr dauern, mit Zügen alle fünf Minuten. Der Andrang ist ganz ungeheuer, die Fahrt nach jeder beliebigen Haltestelle kostet nur 25 Centimes in der ersten, 15 Centimes in der zweiten Classe, ist folglich ungleich billiger als mit Omnibus und Pferdebahn. Dabei fährt man mehr als doppelt so schnell, da die ganze Strecke in 27 Minuten zurückgelegt wird. Da nur eine halbe Minute gehalten wird, müssen die Fahrgäste behend sein, gut aufpassen, nur an der Vorderthür der Wagen ein- und an der Hinterthür aussteigen. Die Haltestellen sind so eingerichtet, daß Ein- und Aussteigende einander nicht begegnen, also auch nicht hindern. Für jeden Theil ist eine besondere Treppe vorhanden. Die Bahn selbst hat im Lichten kaum über drei Meter. Aber die Geleise liegen so tief, daß der Boden der Wagen sich in gleicher Höhe mit dem Bahnsteig befindet. Das Gewölbe ist ganz mit hellweiß glasirten Fliesen bekleidet und elektrisch beleuchtet, deßhalb tageshell. Elektricität ist auch die Triebkraft, so daß von Rauch und Staub keine Rede sein kann. Nur sind die Fahrgäste gewarnt, nicht an der verkehrten Seite abzusteigen, weil dort die mit 600 Volts geladene Leitstange liegt, die im Stande ist, mit einem Schlage den unvorsichtigen Berührer zu tödten. Die Bahn hat 19 Haltestellen oder Bahnhöfe und am Triumphbogen Abzweigungen nach der Porte Maillot und dem Trocadéro. Einige der Hauptbahnhöfe werden erst in einem oder zwei Monaten vollständig fertig sein. Bald wird auch die Wagenzahl der der Züge von drei auf fünf gebracht werden können. Die Bahn kommt also nur knapp für die Hochflut des Fremdenstromes in Betrieb. Trotzdem bleibt ihre Herstellung auch bezüglich der Zeit eine Leistung ersten Ranges.“

„Die Conception des Liniennetzes kann aber heute schon als eine sehr glückliche bezeichnet werden, denn die Pariser Stadtbahn berührt nicht nur die wichtigsten Stadttheile, sondern dringt thatsächlich in die Centren des Geschäftslebens und daher auch des Verkehres ein und verbindet dieselben mit der Peripherie der Stadt; sie wird daher nicht nur die sehr wünschenswerthe Entlastung der Straßen, sondern auch die Möglichkeit bieten, dass sich ein Theil der Bevölkerung seine Wohnstätten in solchen Stadttheilen sucht, die ferne vom Lärm und Staub der eigentlichen Großstadt liegen und billigere Lebensverhältnisse aufweisen. Es wird daher nur von dem Geschick der Betriebsgesellschaft in der Organisation des Fahrdienstes abhängen, dass sich auf dieser Stadtbahn ein großer Verkehr entwickelt und dadurch wieder ein Anlass zum weiteren Anwachsen und Ausbau der herrlichen Hauptstadt Frankreichs geboten wird.“

Noch im Eröffnungsjahr wurden auch noch Tunnelabschnitte für die damaligen Linien 2nord und 2sud (heute Linien 2 und 6) fertiggestellt. Im August 1903 war das Streckennetz bereits auf 24,4 Kilometer angewachsen, als sich ein schwerer Unfall auf der damaligen Linie 2 ereignete, der 84 Tote zur Folge hatte. 
 Ein Kurzschluss verursachte einen Schwelbrand, und alle Todesopfer starben an Rauchvergiftung. Als Konsequenz dieses Unfalls wurde die Strecke in elektrisch voneinander isolierte Sektionen unterteilt. Die Stationsbeleuchtung wurde vom Fahrstrom entkoppelt, die bisherigen Holzwagenkästen durch eine Metallausführung ersetzt und die Zahl der Ausgänge der einzelnen Stationen erhöht.

#### Société du chemin de fer électrique souterrain Nord-Sud de Paris

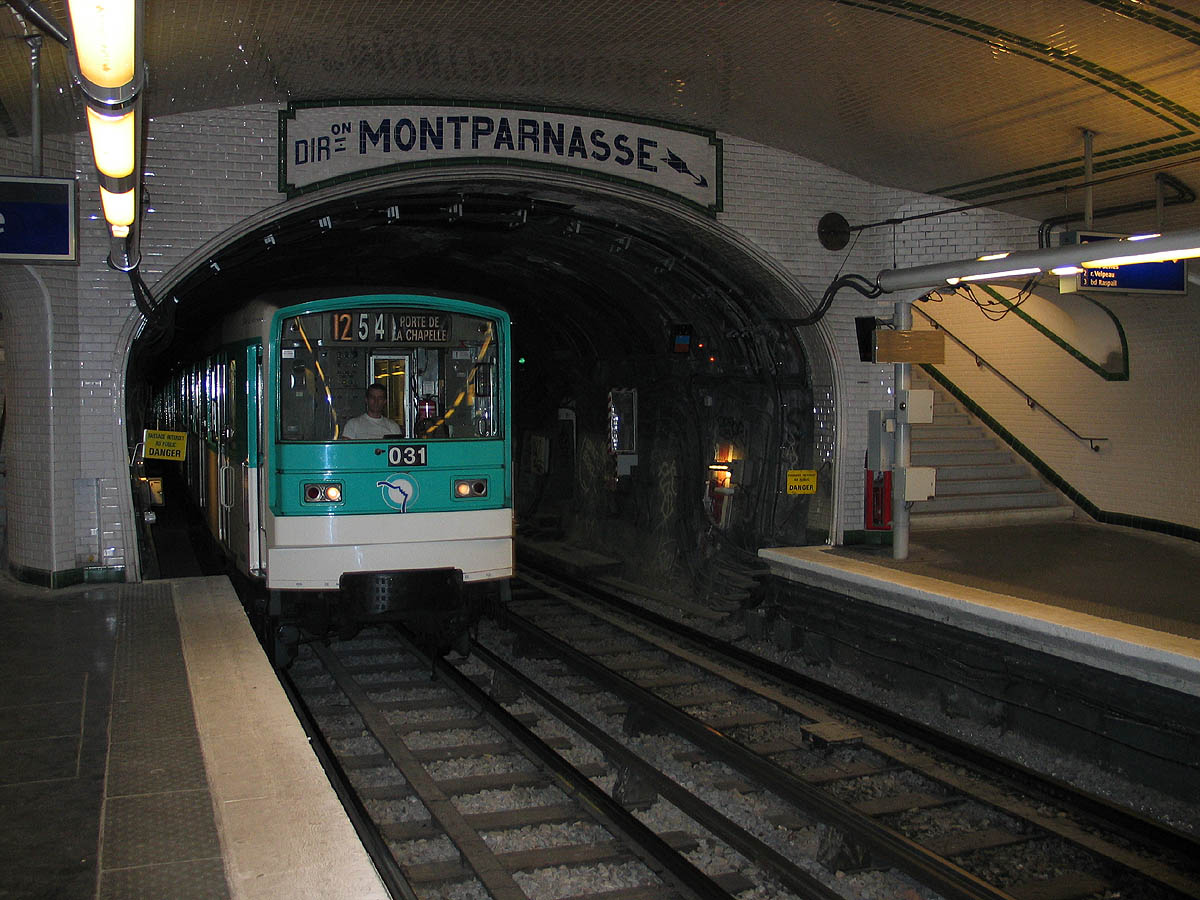
Zug der Baureihe MF 67 in der von der Nord-Sud gebauten Station der Linie 12 des U-Bahnhofs Sèvres-Babylone

Eine zweite (private) U-Bahn-Gesellschaft, die Société du chemin de fer électrique souterrain Nord-Sud de Paris, meist nur als Nord-Sud bezeichnet, erhielt im Dezember 1901 eine Konzession für den Bau folgender drei Strecken:
- Linie A: Porte de la Chapelle – Montmartre – Montparnasse – Porte de Versailles
- Linie B: Saint-Lazare – Porte de Saint-Ouen / Porte de Clichy
- Linie C: Montparnasse – Porte de Vanves

Im Unterschied zur Konzession für die CMP musste Nord-Sud auch die Kosten für den Bau der Infrastruktur übernehmen. 1907 kam es zu einer Einigung in einem wichtigen Streitpunkt: Die Fahrkarten der einen Gesellschaft wurden auch von der anderen anerkannt. Allerdings musste sich Nord-Sud zu Ausgleichszahlungen in Höhe von insgesamt 200.000 Francs jährlich verpflichten. 25 % davon gingen an die Stadt Paris, 75 % an die CMP.
Die Bauarbeiten der Nord-Sud gingen langsamer voran als die der CMP:
- Die erste Teilstrecke, der Abschnitt Porte de Versailles – Notre-Dame-de-Lorette der Linie A, wurde erst im November 1910 eröffnet.
- Linie B folgte im Februar 1911 mit der Teilstrecke Saint-Lazare – Porte de Saint-Ouen.
- Notre-Dame-de-Lorette – Pigalle der Linie A folgte im April 1911,
- Abschnitt La Fourche – Porte de Clichy der Linie B im Januar 1912,
- Abschnitt Pigalle – Jules Joffrin der Linie A im Oktober 1912.
- Der Bau des Abschnitts Jules Joffrin – Porte de la Chapelle der Linie A wurde durch den Ausbruch des Ersten Weltkrieges verzögert. Zur Inbetriebnahme kam es erst im August 1916.

Man bemühte sich noch in den 1920er Jahren um den Bau der Strecke Porte de Vanves – Montparnasse, konnte aber die für den Bau notwendigen Gelder nicht aufbringen.
Einer drohenden Insolvenz kam die Nord-Sud zuvor, indem sie einer Übernahme durch die CMP zustimmte, die zum 1. Januar 1931 in Kraft trat.
Wenig später wurden die Strecken A und B in Linie 12 bzw. 13 umbenannt.

### 1930–1950

#### Über die Stadtgrenzen ins Umland
Anfang der 1920er Jahre stagnierte die Einwohnerzahl von Paris, während sie im nahen Umland stark anstieg. 1925 wurde eine Studienkommission eingerichtet, die die Transportprobleme im Département Seine untersuchte. Sie kam zu dem Schluss, dass es unabdingbar sei, die Métrolinien in die Vorstädte zu verlängern, um die wachsende Pendlerzahl zu bewältigen. 1929 wurde vom Conseil Général des Départements ein Aktionsplan verabschiedet, der am 1. Januar 1931 in Kraft trat: Der Métroverkehr sollte an 15 Stellen über die bisherigen Endstationen hinaus bis in die Nachbarorte erweitert werden.
1934 wurde die erste Streckenverlängerung (Linie 9 bis Pont de Sèvres) in Betrieb genommen. Bis 1942 waren neun Verlängerungen fertiggestellt.

#### Krieg und Nachkriegszeit
Zu einer starken Einschränkung des Métroverkehrs kam es vom Beginn des Zweiten Weltkrieges an im Rahmen der Mobilmachung Frankreichs: Mehrere Strecken und viele Bahnhöfe wurden wegen Personalmangels und aus Angst vor Beschuss (so die Strecken 2 und 6 mit ihrem großen oberirdisch verlaufenden Streckenteil) geschlossen und die Linien 11 (Châtelet – Lilas) und 14 (heute Teil der Linie 13) zwischen Invalides – Porte de Vanves eingestellt. Statt 159 wurden nur 93 Streckenkilometer befahren; nur 85 Stationen blieben geöffnet. Die Stilllegungen wurden jedoch bald zurückgenommen – zumindest bis zum Beginn der deutschen Offensive im Mai 1940.
Wegen der zunehmend schwierigen Verkehrsverhältnisse im Straßenverkehr infolge Treibstoffmangels im öffentlichen Busbetrieb und des Fehlens der bereits vor dem Krieg stillgelegten Straßenbahn erlebte die Métro im Verlauf des Krieges eine unerwartete Nachfrage. Ab 1941 wurden jährlich mehr als eine Milliarde Fahrgäste gezählt. 1944 und 1945 waren es mehr als 1,5 Milliarden. Diese Werte wurden danach nicht mehr erreicht.
1942 gelang es, noch zwei Streckenverlängerungen fertigzustellen, die sich bereits bei Kriegsausbruch im Bau befunden hatten: die Verlängerung der Linie 5 um sechs Stationen zwischen Gare du Nord und Église de Pantin und die Verlängerung der Linie 8 mit zwei zusätzlichen Stationen zwischen Porte de Charenton und Charenton Écoles. Hinzu kam 1946 die Verlängerung der Linie 7 um zwei Stationen: Porte d’Ivry – Mairie d’Ivry.
Schäden erlitt die Métro durch die Bombardierung von Industrieanlagen im Großraum Paris. Zunächst durch deutsche Flugzeuge: Bei der Bombardierung der Citroën-Werke am 3. Juni 1940 wurde die Linie 10 an der Station Chardon-Lagache unterbrochen. Zu diesem Zeitpunkt flohen die Bewohner von Paris im Massen vor den nahenden deutschen Truppen. Die Fahrgastzahlen der Métro fielen auf einen Tiefstwert von 300.000 pro Tag.
Ab 1944 führten Luftangriffe der Alliierten zu Schäden: Im Mai und September beschädigte die Royal Air Force die Linie 9 nahe den Renault-Werken in Boulogne-Billancourt. Amerikanische Bomben zerstörten die Betriebswerkstätten der Linie 4 in Saint-Ouen im April 1944. Außerdem wurden die Stationen Simplon (Linie 4) und Crimée (Linie 7) getroffen, in beiden Fällen durchschlug eine Bombe die Decke der Station.
1939 waren bei Ausbruch des Zweiten Weltkriegs 28 Stationen als Zufluchtsstätten vor Bombardierungen eingerichtet. Zwei weitere waren bereits in den Jahren 1934 bis 1936 mit Metalltüren, Zwangsbelüftung etc. versehen worden, sodass sie als sicher gegen Giftgasangriffe betrachtet wurden.
Bereits ab 1941 reservierten die deutschen Besatzer Métrostationen – vor allem in der Nähe ihrer Militäreinrichtungen – für Angehörige der Wehrmacht als Schutzräume bei Fliegeralarm. 1944 waren mehr als 40 Stationen Deutschen vorbehalten. Im Lauf des Krieges erwiesen sich die Métrostationen als sicherer als die Kellergeschosse der Wohnhäuser. Allein während der Bombardierungen am 26. April 1944 wurden in den als Luftschutzräumen ausgewiesenen Stationen mehr als 470.000 Personen gezählt, das Doppelte der geplanten Kapazität.
Unter der deutschen Besatzung wurden die Schutzeinrichtungen weiter verbessert: Im Augenblick der Befreiung von Paris waren die Einrichtungen der Linie 4 vollständig gegen Giftgasangriffe gesichert, auf den Linien 3 und 7 waren die Arbeiten weit fortgeschritten.

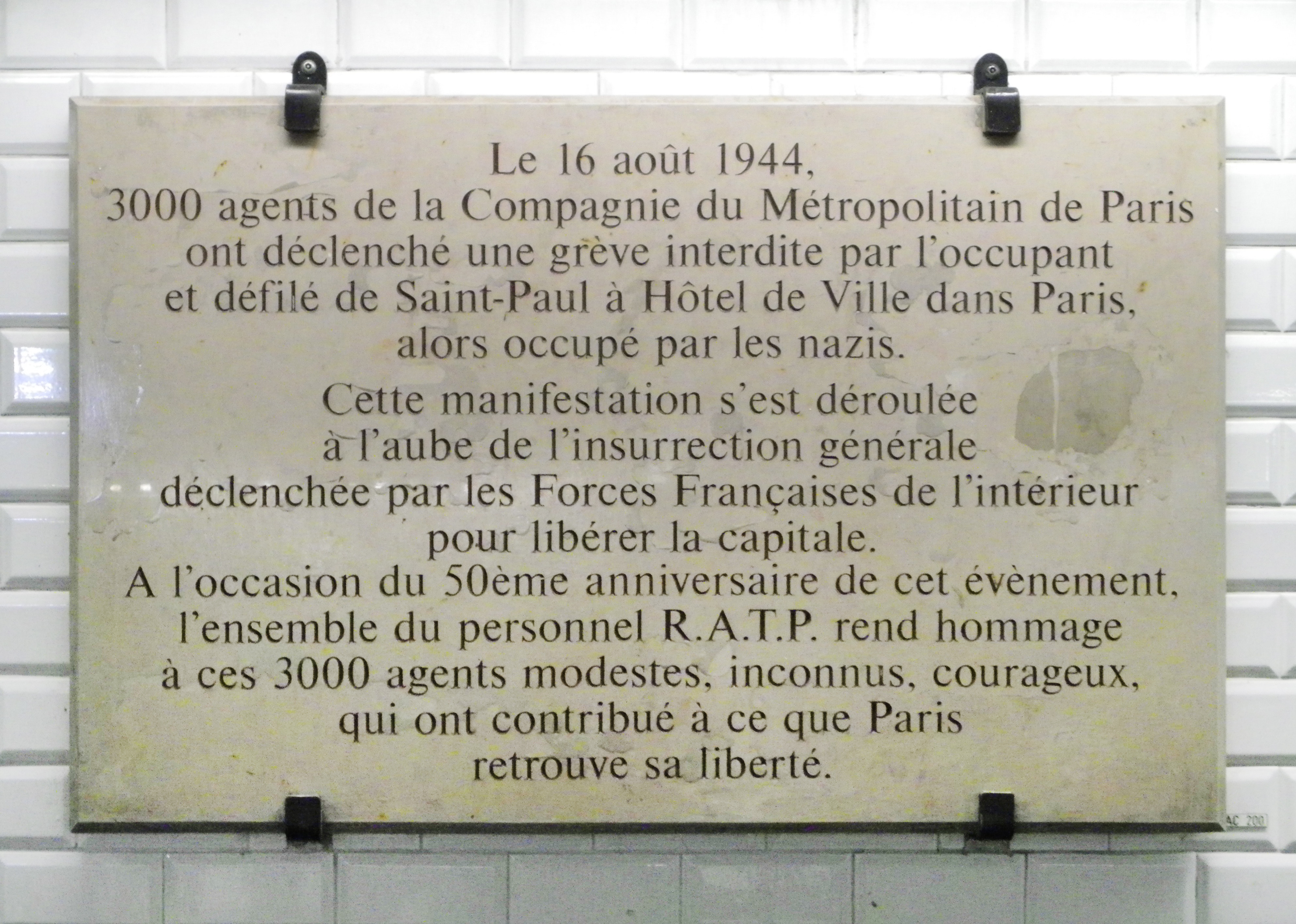
Eine Gedenkplatte in der Station Hôtel de Ville erinnert an den Protestzug des Métropersonals am 16. August 1944

Darüber hinaus fuhren Deutsche damals kostenlos in der ersten Wagenklasse. Juden durften nur den jeweils letzten Wagen der Züge benutzen.
Die Linie 11 wurde am 12. Mai 1944 auf Verlangen der deutschen Besatzer geschlossen: Die Gleise wurden teilweise entfernt und in den tiefliegenden Stationen Fertigungswerkstätten für die Wehrmacht errichtet.
Da die Stromversorgung schwieriger wurde, fuhren ab dem 23. Juli 1944 sonntags keine Züge mehr. Ab dem 7. August verkehrten sie an Werktagen nur noch zwischen 6 und 11 Uhr sowie (außer samstags) von 15 bis 22 Uhr. Fünf Tage später um 13 Uhr endete der Betrieb vollständig.
Ab dem 12. August 1944 wurde die Métro bestreikt. Die Résistance benutzte die Métro zur klandestinen Informationsübermittlung und bewegte sich in den Tunneln heimlich durch die Stadt. Auch die Préfecture de Police (Polizeipräfektur), die von aufständischen Polizisten eingenommen wurde, wurde durch einen unterirdischen Gang von der Métrostation Cité aus versorgt. Am 24. August marschierten die ersten alliierten Truppen in Paris ein. Am 25. kapitulierten die deutschen Besatzer.
Am 11. September 1944 wurde der Métrobetrieb wieder aufgenommen, doch erst im Frühjahr 1945 wurden alle Strecken befahren.
1941 erreichte die Regierung mit Gültigkeit zum 1. Januar 1942 durch Zwangseingliederung der Société des transports en commun de la région parisienne (STCRP) in die CMP den Zusammenschluss der beiden für den ÖPNV von Paris zuständigen Unternehmen. Der Staat wurde damit Besitzer der neuen CMP; die Stadt Paris und das Département Seine wurden aus der Gesellschaft herausgedrängt.
Die Verwaltung der CMP wurde nach Kriegsende ab Januar 1945 abgelöst und durch die Administration provisoire du métropolitain ersetzt, die die Pariser U-Bahn vier Jahre lang weiterführte, bis am 21. März 1949 die RATP (Régie Autonome des Transports Parisiens) gegründet war.

### 1950 bis heute

#### Netzerweiterungen
In der Nachkriegszeit wuchs die Bevölkerung in der Gesamtregion weiterhin stark an, während sie in der Stadt selbst vor allem ab 1960 sank. Gleichzeitig nahm der Individualverkehr zu, während das Métronetz nicht weiter ausgebaut wurde. So fand, nachdem 1952 die Linie 13 von Porte de Saint-Ouen bis Carrefour Pleyel verlängert wurde, bis in die 1970er Jahre keine Erweiterung des Netzes statt. Da sich das Siedlungsgebiet im Großraum Paris immer weiter ausdehnte, wurde ein schnelles Transportmittel in die entlegenen neuen Vororte unabdingbar. Doch schien das Konzept der Métro mit dem geringen Abstand ihrer Haltestellen ungeeignet, sodass nun primär das S-Bahn-System RER entwickelt wurde. 1962 begannen die Bauarbeiten für die RER-Linie A.
Doch wurde ab Anfang der 1970er Jahre auch die Métro weiter ausgebaut. Die wichtigsten Netzerweiterungen waren:
- 1970  Charenton Écoles – Maisons-Alfort Stade
- 1971  Gambetta – Galliéni
- 1972  Maisons-Alfort Stade – Maisons-Alfort Les Julliottes
- 1973  St Lazare – Miromesnil
- 1973  Maisons-Alfort Les Julliottes – Créteil L’Échat
- 1974  Créteil L’Échat – Créteil Préfecture
- 1975  Miromesnil – Champs-Elysées Clemenceau
- 1976  Champs-Elysées Clemenceau – Invalides
- 1976  Porte de Vanves – Châtillon Montrouge
- 1976  Carrefour Pleyel – Saint-Denis Basilique
- 1979  Porte de la Villette – Fort d’Aubervilliers
- 1980  Porte de Clichy – Gabriel Péri Asnières–Gennevilliers
- 1980  Porte d’Auteuil – Boulogne Jean-Jaurès
- 1981  Boulogne Jean-Jaurès – Boulogne Pont de Saint-Cloud
- 1982  Maison Blanche – Le Kremlin Bicêtre
- 1985  Le Kremlin Bicêtre – Villejuif Louis Aragon
- 1985  Église de Pantin – Bobigny Pablo Picasso
- 1987  Fort d’Aubervilliers – La Courneuve 8 mai 1945
- 1992  Pont de Neuilly – La Défense
- 1998  Saint-Denis Basilique – Saint-Denis Université
- 1998  Madeleine – Bibliothèque François-Mitterrand (neue Linie)
- 2003  Madeleine – Saint-Lazare
- 2007  Bibliothèque François-Mitterrand – Olympiades
- 2008  Gabriel Péri Asnières–Gennevilliers – Asnières–Gennevilliers Les Courtilles
- 2011  Créteil Préfecture – Pointe du Lac
- 2012  Porte de la Chapelle – Front Populaire
- 2013  Porte d’Orleans – Mairie de Montrouge
- 2020  Saint-Lazare – Mairie de Saint-Ouen
- 2022  Mairie de Montrouge – Bagneux – Lucie Aubrac
- 2022  Front Populaire – Mairie d’Aubervilliers
- 2024  Mairie des Lilas – Rosny-Bois-Perrier
- 2024  Mairie de Saint-Ouen – Saint-Denis – Pleyel
- 2024  Olympiades – Aéroport d’Orly

#### Technische Einrichtungen
Nicht nur Streckenerweiterungen verbesserten in dieser Zeit das Métronetz, sondern auch technische Neuerungen, die beispielsweise die Sicherheit auf der Schiene und auf den Bahnsteigen erhöhen, welche die Kapazität der Strecken erhöhen oder die dem Zugführer die Arbeit erleichtern.

##### Pilotage automatique
Die Pilotage automatique ist eine (halb-)automatische Zugsteuerung, bei der gewisse Aufgaben des Triebwagenführers von der Technik übernommen werden. Bei der Pariser Métro muss der Triebwagenführer nur noch die Türen schließen und das Zeichen zur Abfahrt des Zuges geben. Beschleunigung des Zuges, Einhalten der vorgeschriebenen Geschwindigkeit, Anhalten an Haltesignalen, erneutes Anfahren bei Umschalten des Signals sowie das Anhalten in den Bahnhöfen erledigt die Automatik ohne manuelle Eingriffe.
Die RATP experimentierte mit der Pilotage automatique bereits seit 1951 auf dem nicht planmäßig befahrenen Verbindungsgleis Voie navette. Erste Versuche mit U-Bahn-Zügen im Planbetrieb wurden 1967 auf der Linie 11 unternommen. Zunächst waren nur einzelne Züge mit Pilotage automatique ausgerüstet. 1969 waren schließlich alle Züge der Strecke damit bestückt. Bis 1979 wurden auch alle anderen Strecken mit Ausnahme der Kurzstrecken 3bis, 7bis und der Linie 10 umgerüstet.

##### Zentrale Leitstelle PCC

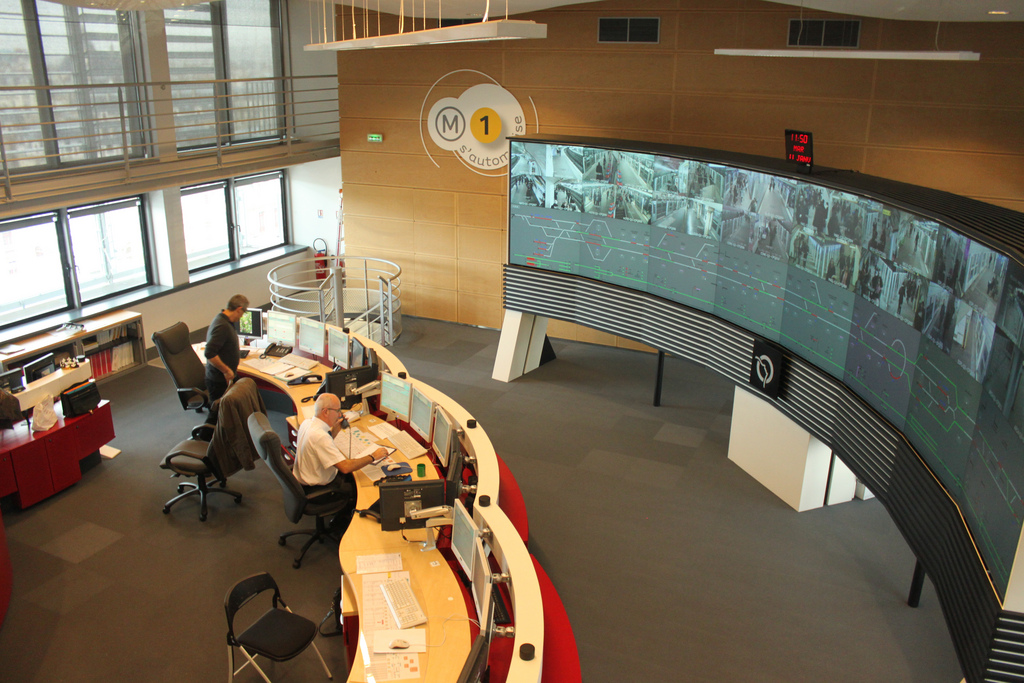
Zentralstellwerk PCC der Métrolinie 1

Das Kürzel PCC steht für poste de commande et de contrôle centralisé oder poste de commande centralisé. Es bedeutet etwa zentrale Einsatzzentrale und Zentralstellwerk. Da bei der Pariser Métro die Linien streng getrennt sind und kein Wechsel von Fahrzeugen mit Fahrgästen von einer Strecke auf eine andere stattfindet, lag es nahe, für jede Linie eine solche Zentrale einzurichten. Diese Zentralen verfolgen die Züge auf der Strecke, sorgen für die richtige Weichenstellung und veranlassen, dass – je nach Verkehrsaufkommen – zusätzliche Züge auf die Strecke gebracht werden, bzw. dass Züge aus dem Umlauf genommen werden.
Die erste PCC-Zentrale wurde im Jahr 1967 auf der Linie 1 in Betrieb genommen. In den Jahren bis 1975 erhielten die anderen Linien ihr PCC. In der Zwischenzeit wurden die PCCs modernisiert und mit neuerer Technik ausgestattet.

##### Vollautomatisierter fahrerloser Betrieb
Der fahrerlose Betrieb erfordert in Paris auch den Einbau von speziellen Türen an den Bahnsteigen.
Im Jahr 1993 wurde mit Orlyval eine Zubringerlinie von der RER-B zum Flughafen Paris-Orly eröffnet. Diese Strecke ist die erste fahrerlose der RATP und nutzt die bereits in anderen französischen Städte verwendete VAL-Technologie.
Die erste fahrerlose Métrolinie war die neuerbaute, 1998 in ihrem ersten Teilabschnitt in Betrieb genommene Linie 14.
In den Jahren 2011 und 2012 wurde die Linie 1 auf fahrerlosen Betrieb umgestellt.
Als Nächstes wurde bis Januar 2024 die Linie 4 umgerüstet. Gleichzeitig erhielten alle 29 Stationen der Linie Türen an den Bahnsteigen. Zwei der Stationen wurden komplett neu gebaut und direkt mit Bahnsteigtüren ausgerüstet.
Voraussichtlich 2030 soll die Linie 13 ebenfalls vollautomatisch verkehren.

##### Trennwände zwischen Bahnsteig und Gleiskörper und Bahnsteigtüren
Die Trennwände zwischen Bahnsteig und Gleiskörper und Bahnsteigtüren erschienen bei der RATP gleichzeitig wie die fahrerlosen Züge ab 1993 bei Orlyval und dann bei den Linien 14, 1 und 4.
Inzwischen wurde die Linie 13 auf vierzehn der am stärksten frequentierten Stationen (zehn im Innenstadtbereich, zwei im Bereich von Saint-Denis und zwei im Bereich von Montrouge sowie Malakoff) mit Bahnsteigtüren versehen.

##### Fahrgastinformationssystem SIEL

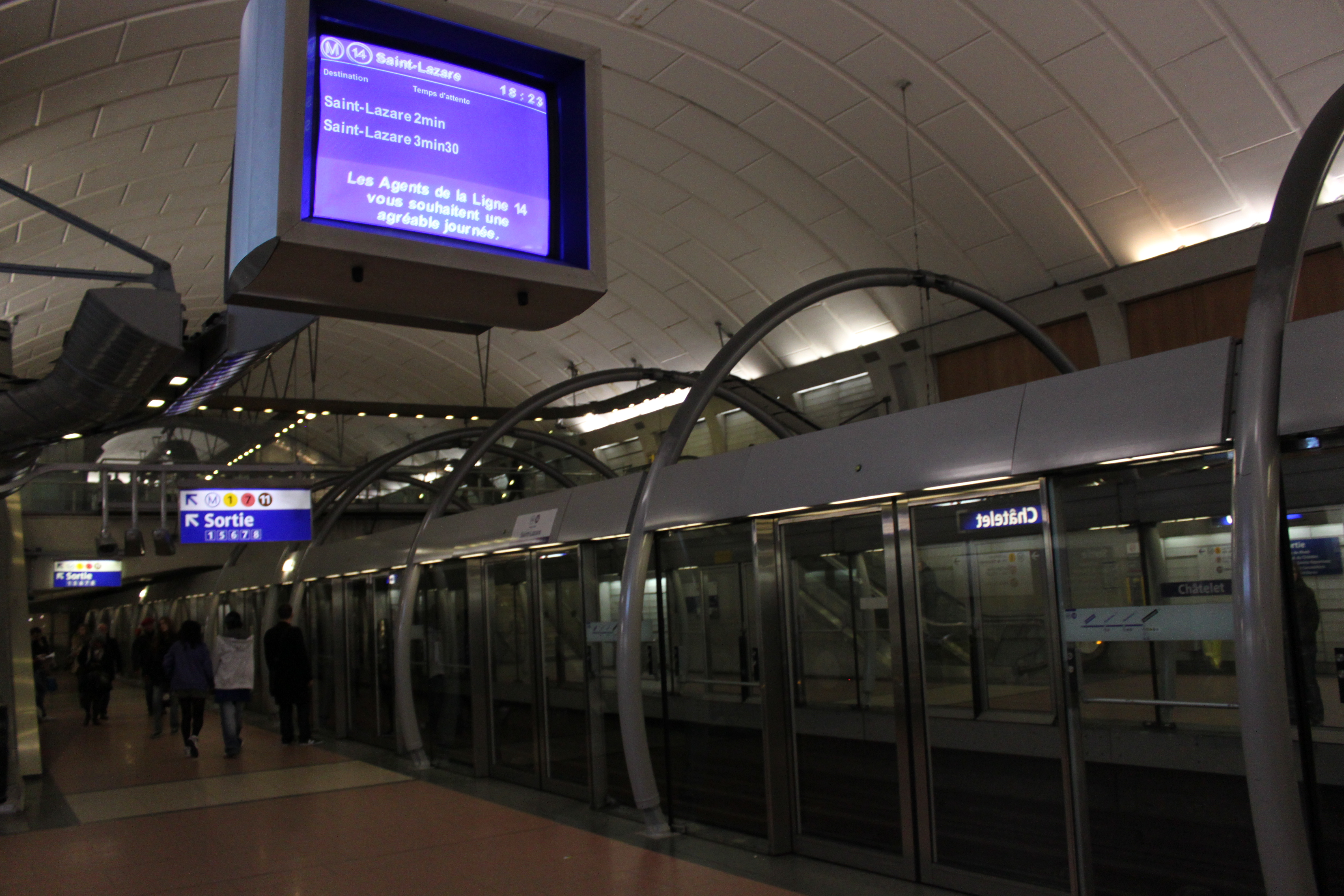
SIEL-Anzeige im Bahnhof Châtelet der Linie 14.

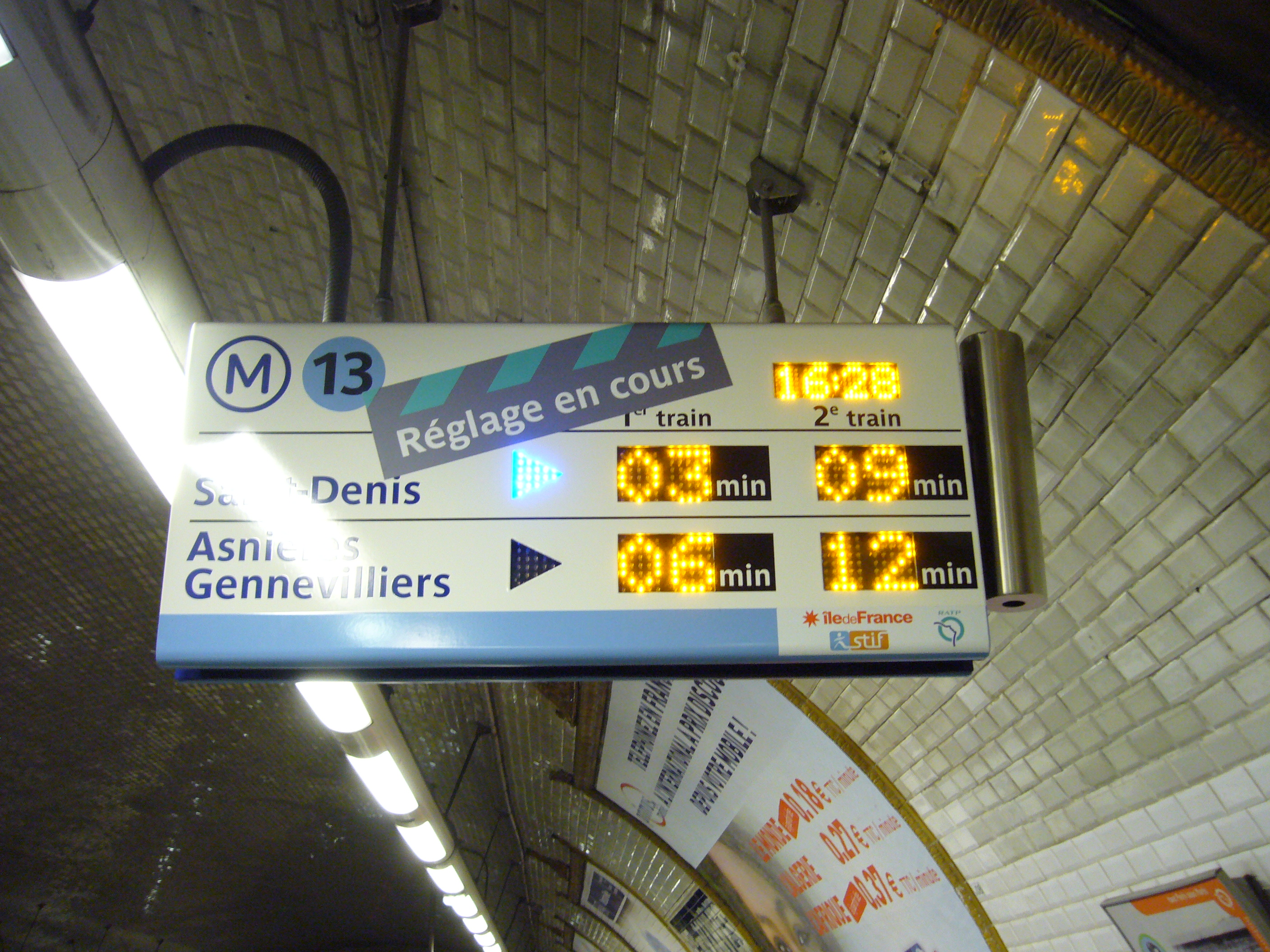
Linie 13, 16 h 28
Richtung Saint-Denis (blaues Dreieck; blinkend = nächster Zug) 1. Zug in 3 Minuten / 2. Zug in 9 Minuten
Richtung Asnières – Gennevilliers (gelbes Dreieck – (dunkel)):
1. Zug in 6 Minuten / 2. Zug in 12 Minuten

Beim Fahrgastinformationssystem SIEL (Système d’information en ligne) handelt es sich um ein Verfahren, das die RATP für ihre Métrolinien installiert hat und damit den Fahrgästen die Wartezeit bis zur Abfahrt der nächsten Züge meldet.
1997 und 1998 wurden drei verschiedene Versionen des Informationssystems auf den Linien 3 und 13 getestet. Nach einer Kundenbefragung wurde 1999 die aktuell installierte Version ausgewählt.
Zunächst wurden die Linien 4 und 13 mit dieser Technik ausgerüstet. Die Inbetriebnahme erfolgte in den letzten Monaten des Jahres 2002. Nach und nach folgten die anderen Linien, Ende 2007 waren alle Hauptlinien mit dem Infosystem ausgestattet.
Die Linien mit dem geringsten Fahrgastaufkommen (nämlich Linie 3bis und Linie 7bis) wurden erst Ende 2009 / Anfang 2010 damit ausgerüstet. Seit Juli 2008 sind die Informationen auch im Internet abrufbar.
In der Mitte der Bahnsteige befindet sich anstelle der früheren Tafel für die Anzeige der Fahrtrichtung eine Tafel mit Anzeige der Liniennummer und der Fahrtrichtung (= Name der Endstation) sowie drei LED-Displays. Das Display in der rechten oberen Ecke zeigt die Uhrzeit. In der Zeile darunter befinden sich zwei Displays nebeneinander: das linke zeigt die Zeit bis zur Abfahrt des nächsten Zuges an, das rechte die Zeit bis zur Abfahrt des übernächsten Zuges.
Von dieser Anordnung gibt es einige Ausnahmen:
- Auf den kurzen Strecken 3bis und 7bis wird nur die Wartezeit bis zum nächsten Zug angezeigt.
- Auf der Linie 14 sind statt der LED-Displays größere Bildschirme angebracht, die außer den Wartezeiten mit einer Genauigkeit von 10 s zusätzliche Informationen zum Métrobetrieb anzeigen können.
- Auf den Linien mit einer Verzweigung ist auf den Bahnsteigen der gemeinsamen Strecke die Infotafel mit vier Zeitdisplays versehen, d. h. zwei für jede Richtung. Betroffen sind auf der Linie 13 die Bahnsteige der Richtung Norden fahrenden Züge auf den Bahnsteigen von Châtillon – Montrouge bis La Fourche einschließlich und auf der Linie 7 die Bahnsteige in südlicher Richtung von La Courneuve – 8 Mai 1945 bis Maison Blanche einschließlich.

Lautsprecheransagen:
Verstärkt werden zusätzlich zu den Infotafeln Lautsprecher installiert. Die Durchsagen informieren über in Kürze einfahrende Züge bzw. die Wartezeiten bei längeren Wartedauern.
Hörbeispiel: Die Durchsage wurde im Bahnhof Palais Royal – Musée du Louvre der Linie 1 auf dem Bahnsteig in Richtung Château de Vincennes gemacht. Der Text lautet „Richtung Château de Vincennes der nächste Zug in einer Minute, der darauffolgende in fünf Minuten.“

## Architektur

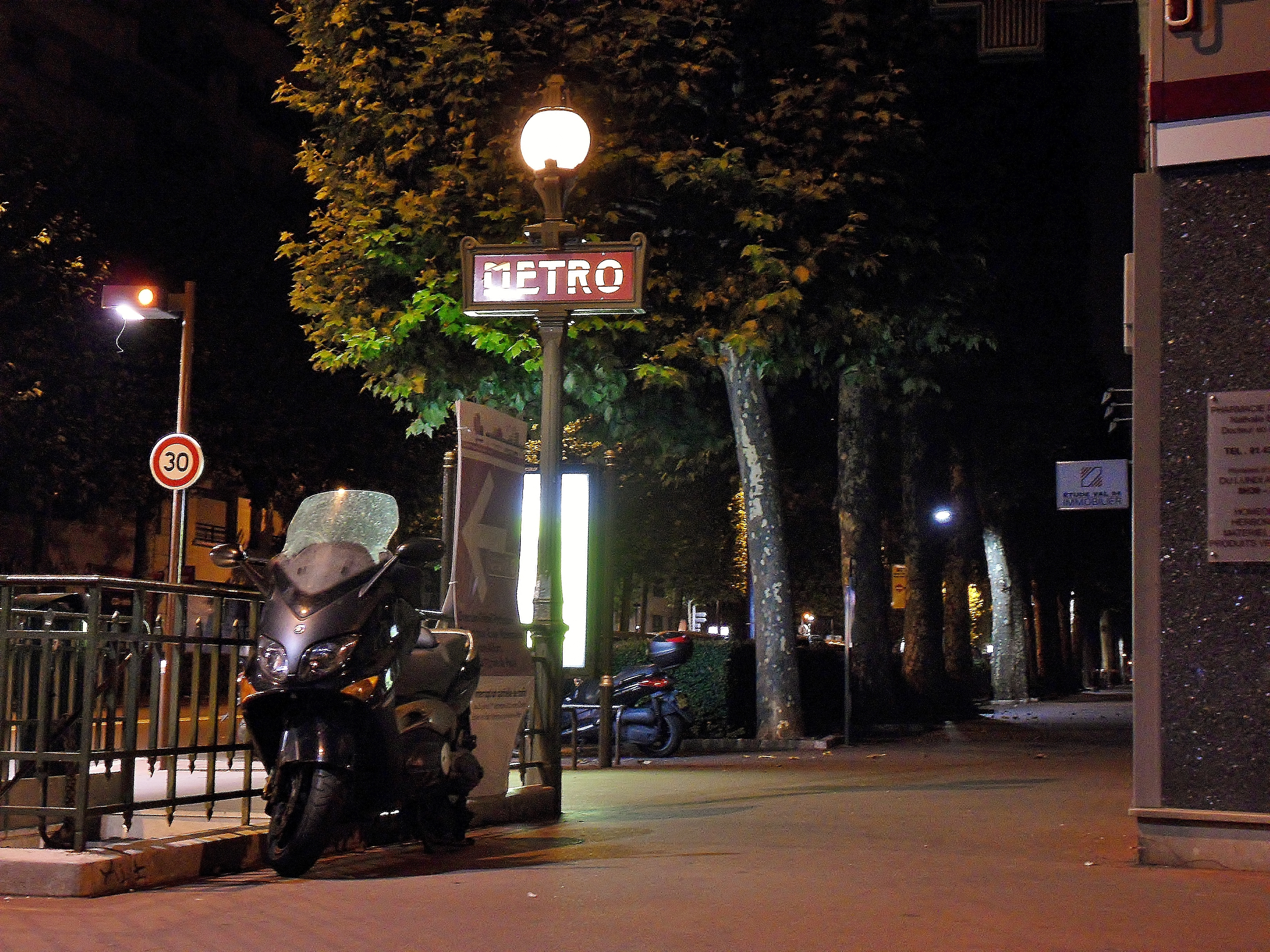
Eingang zur Station Charenton Ecoles mit von Adolphe Dervaux im Stil des Art déco entworfenem Kandelaber

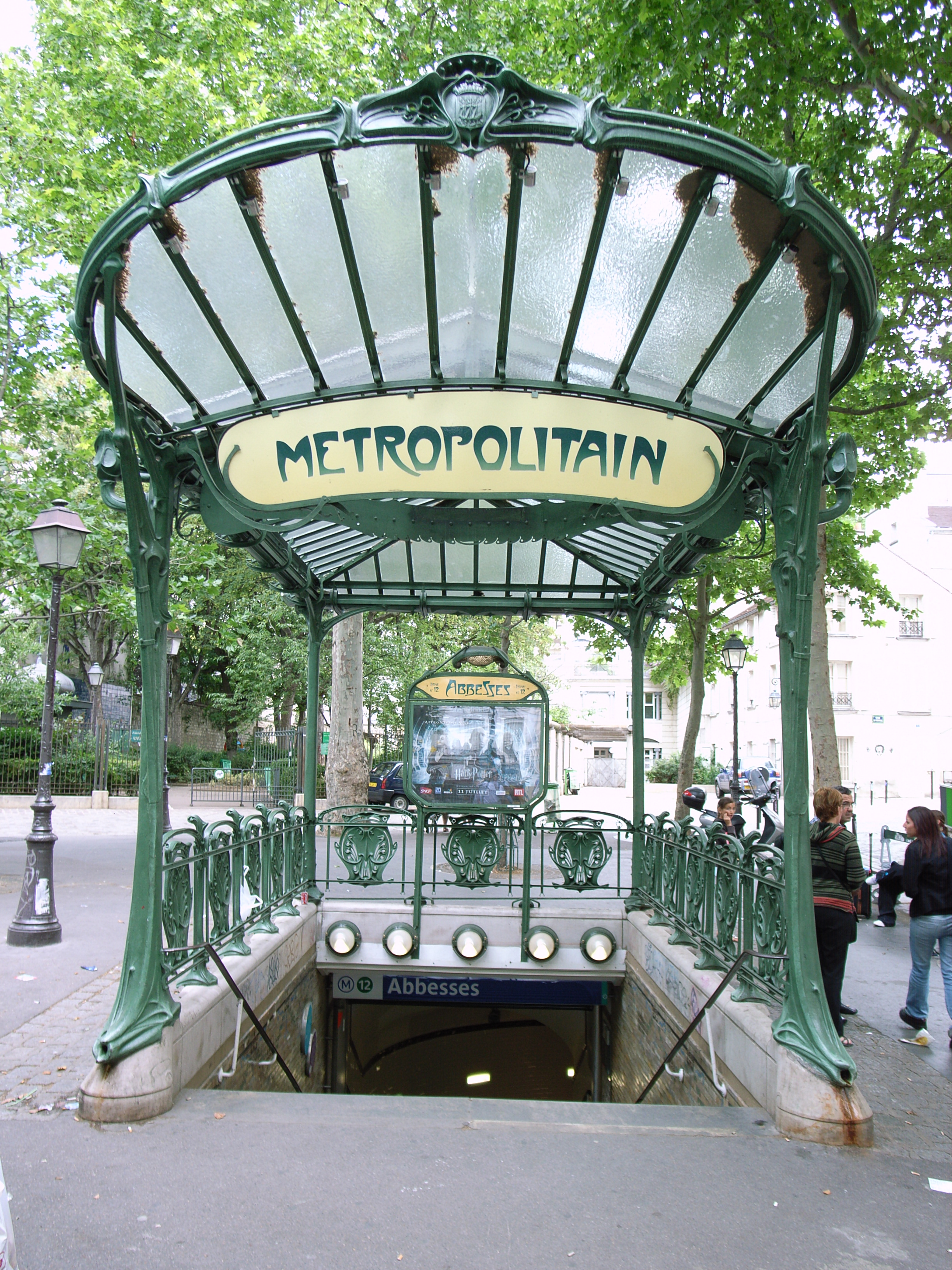
Von Hector Guimard gestalteter Eingangsbogen der Station Abbesses

Die Stationen der Métro wurden anfangs weitgehend einheitlich gestaltet. Die Betreibergesellschaft CMP errichtete, je nach Lage und Bedarf, unterirdische Bahnhöfe mit rechteckigem oder elliptischem Querschnitt, dazu kamen bald – ebenfalls weitgehend vereinheitlichte – Hochbahnhöfe. Sonderbauformen existierten z. B. bei Endbahnhöfen und Querungen anderer Verkehrswege. Die U-Bahnhöfe der Nord-Sud waren den elliptischen Stationen der CMP ähnlich, jedoch aufwändiger gestaltet. Modernere Bahnhöfe weisen häufig individuelle Bauformen auf.
Die Pariser Métro ist berühmt für ihre Stationseingänge. Die Stationen der Anfangszeit wurden aus verflochtenen Eisenträgern im Stil der Art Nouveau von Hector Guimard gestaltet und sind ein bekanntes Symbol der Stadt. Heute sind noch 86 von ihnen erhalten. Später wurden Zugänge u. a. durch von Adolphe Dervaux im Stil des Art déco entworfene Kandelaber markiert.
1967 erhielt die Métro Montreal einen Guimard-Aufgang geschenkt, der heute über einem Zugang zur Station Square-Victoria–OACI steht. Um die Partnerschaft mit der Moskauer Métro zu bekräftigen, wurde ein Guimard-Aufgang als Geschenk übergeben. Seit der feierlichen Eröffnung am 27. Januar 2007, unter Mitwirkung des aktuellen Vorstandsvorsitzenden der RATP, Pierre Mongin, ziert er den Zugang zur Moskauer Station Kiewskaja. Ebenfalls einen Guimard-Eingang besitzt der U-Bahnhof Picoas der Métro Lissabon.

## Linien
Auf einer Gesamtstreckenlänge von 226,9 Kilometern verkehren insgesamt 16 U-Bahn-Linien. Die Linie 4 hat direkte Umsteigemöglichkeiten zu allen anderen Métro- und RER-Linien, außer zu den kurzen Anschlusslinien 3bis und 7bis. Diese sind als Besonderheit mit der lateinischen Zusatzbezeichnung bis gekennzeichnet, um ihren Charakter als Zusatzlinie zu einer regulären längeren Linie hervorzuheben. Es wird ein linienreiner Betrieb durchgeführt, das heißt jede Linie hat ihre eigene Strecke. Manchmal laufen zwei Linien parallel, auch dann hat jede Linie ihre eigenen Gleise. Dies ist wegen der hohen Streckenbelastung erforderlich.
Die Mehrheit der Métrostationen ist allerdings (in der Regel aufgrund historischer Gegebenheiten) nicht barrierefrei.
| Linie | Strecke                                                                                      | Eröffnung | Letzte Erweiterung | Länge in km (an der Oberfläche) | Stationen                        | Fahrgäste (Bezugsjahr) | Betriebssystem |
| ----- | -------------------------------------------------------------------------------------------- | --------- | ------------------ | ------------------------------- | -------------------------------- | ---------------------- | -------------- |
| 01    | La Défense – Grande Arche ↔ Château de Vincennes                                             | 1900      | 1992               | 16,6 (0,6)                      | 25                               | 181 000 000 (2018)     | gummibereift   |
| 02    | Porte Dauphine ↔ Nation                                                                      | 1900      | 1903               | 12,4 (2,2)                      | 25                               | 109 000 000 (2018)     | konventionell  |
| 03    | Pont de Levallois – Bécon ↔ Gallieni                                                         | 1904      | 1971               | 11,7                            | 25                               | 099 000 000 (2018)     | konventionell  |
| 03bis | Gambetta ↔ Porte des Lilas                                                                   | 1921      | 1971               | 1,3                             | 4                                | siehe Linie 3          | konventionell  |
| 04    | Porte de Clignancourt ↔ Bagneux – Lucie Aubrac                                               | 1908      | 2022               | 14,0                            | 29                               | 152 000 000 (2018)     | gummibereift   |
| 05    | Bobigny – Pablo Picasso ↔ Place d’Italie                                                     | 1906      | 1985               | 14,6 (2,5)                      | 22                               | 114 000 000 (2018)     | konventionell  |
| 06    | Charles de Gaulle – Étoile ↔ Nation                                                          | 1900      | 1942               | 13,6 (6,1)                      | 28                               | 115 000 000 (2018)     | gummibereift   |
| 07    | La Courneuve – 8 Mai 1945 ↔ Villejuif – Louis Aragon / Mairie d’Ivry                         | 1910      | 1987               | 22,5                            | 38                               | 136 000 000 (2018)     | konventionell  |
| 07bis | Louis Blanc ↔ Pré Saint-Gervais                                                              | 1911      | 1967               | 3,1                             | 8                                | siehe Linie 7          | konventionell  |
| 08    | Balard ↔ Pointe du Lac                                                                       | 1913      | 2011               | 23,4 (4,1)                      | 38                               | 108 000 000 (2018)     | konventionell  |
| 09    | Pont de Sèvres ↔ Mairie de Montreuil                                                         | 1922      | 1937               | 19,6                            | 37                               | 143 000 000 (2018)     | konventionell  |
| 10    | Boulogne – Pont de Saint-Cloud ↔ Gare d’Austerlitz                                           | 1913      | 1981               | 11,7                            | 23                               | 046 000 000 (2018)     | konventionell  |
| 11    | Châtelet ↔ Rosny-Bois-Perrier                                                                | 1935      | 2024               | 11,7 (0,6)                      | 19                               | 048 000 000 (2018)     | gummibereift   |
| 12    | Mairie d’Aubervilliers ↔ Mairie d’Issy                                                       | 1910      | 2022               | 17,2                            | 31                               | 085 000 000 (2018)     | konventionell  |
| 13    | Asnières – Gennevilliers – Les Courtilles / Saint-Denis – Université ↔ Châtillon – Montrouge | 1911      | 2008               | 24,4 (2,4)                      | 32                               | 136 000 000 (2018)     | konventionell  |
| 14    | Saint-Denis – Pleyel ↔ Aéroport d’Orly                                                       | 1998      | 2025               | 27,8                            | 21                               | 087 000 000 (2018)     | gummibereift   |
| M     | Gesamtnetz (16 Linien)                                                                       | 1900      | 2025               | 245,6 (18,5)                    | 405 Haltepunkte in 321 Stationen | 01 559 000 000 (2018)  |                |

## Ausbaupläne
Folgende Erweiterungen der Métro sind in Planung oder bereits in Bau. Etwa 230 neue Streckenkilometer sind im Bau oder in Planung.
- Die Linie soll nach Osten um drei Stationen bis Val de Fontenay verlängert werden. Der Zeitplan sieht im Dezember 2020 wie folgt aus: öffentliche Auslegung Ende 2021, Feststellen des öffentlichen Nutzens im Jahr 2022, detaillierte Studien 2023–27, Baubeginn 2028, Fertigstellung 2035. Im Westen ist eine Verlängerung um eine Station bis Nanterre geplant.
- Die Nebenlinien 3bis und 7bis der Pariser Métro sollen zu einer neuen, vollwertigen Linie verbunden werden (eventueller Name: Linie 20). Auf der Verbindungsstrecke Voie navette zwischen den beiden bestehenden Nebenlinien soll die neue Station Haxo eröffnet werden. Im Westen soll die Strecke um eine Station bis Château-Landon oder Magenta verlängert werden, um Anschluss an die Vorortzüge des sich in der Nähe befindenden Gare de l’Est zu erhalten. Diese Vorhaben sind für die Zeit nach 2030 geplant.
- Die Linie 5 soll nach Norden bis Drancy und nach Süden bis zur Place de Rungis verlängert werden. Beide Vorhaben sind für die Zeit nach 2030 geplant. Zwischen den bestehenden Stationen Bobigny – Pantin – Raymond Queneau und Bobigny – Pablo Picasso soll die Station Bobigny – La Folie eröffnet werden, um einen Übergang zum Tram Express Nord zu gewährleisten.
- Verlängerung der Linie 7 nach Nordosten bis zur RER-Station Le Bourget.
- Eine Verlängerung der Linie 9 um 3 km und zwei Stationen nach Osten bis Montreuil Murs-à-Pêches wurde im Grunde genehmigt, aber andere Projekte haben Vorrang. Eine Realisierung vor 2025 erscheint unwahrscheinlich.
- Geplant ist eine Verlängerung nach Osten in zwei Abschnitten bis Les Ardoines. Der erste Abschnitt sieht eine Verlängerung um fünf Stationen bis Ivry-Place Gambetta vor. Planungen hierzu laufen bereits. Im zweiten Abschnitt soll die Strecke bis Les Ardoines verlängert werden. Dieses Vorhaben ist für nach 2035 geplant. Im Westen soll die Strecke um zwei Stationen bis Saint-Cloud verlängert werden.
- Im Juni 2024 ging die Verlängerung der Linie 11 bis Rosny-sous-Bois in Betrieb. In einem weiteren Bauabschnitt soll die Strecke als Teil des Projektes Grand Paris Express von Rosny um vier Stationen bis Noisy-Champs verlängert werden.
- Die Linie 12 könnte auf lange Sicht im Norden von Mairie d’Aubervilliers bis La Courneuve - Six Routes, wo ein Übergang zu den Métrolinien 16 und 17 möglich wäre, verlängert werden. Dieses Vorhaben wird im Moment jedoch zurückgestellt. Im Süden ist angedacht, die Linie um drei Stationen bis Meudon-sur-Seine zu verlängern.
- Seit Mitte 2008 wurde der Gennevilliers-Ast der Linie 13 bis Asnières-Gennevilliers – Les Courtilles verlängert. In einer zweiten Phase wäre eine Verlängerung bis Port de Gennevilliers möglich.

Liniennetz des Grand Paris Express (ohne Linie 19)

Der Grand Paris Express ist ein Projekt, das den Bau von fünf neuen Métrolinien (15 bis 19) und die Verlängerung der bestehenden Linie 11 vorsieht. Durch das Projekt, das den Bau von etwa 225 Gleiskilometern und 82 neuen Stationen vorsieht, wird sich die Länge des Pariser Métronetzes nahezu verdoppeln. Die neuen Strecken sollen fast vollständig außerhalb der Stadt Paris entstehen. Das Projekt soll, mit Ausnahme der nachträglich aufgenommenen Linie 19, bis ca. 2030 verwirklicht sein.
Neubaustrecken im Rahmen des Projekts Grand Paris Express:
- Linie 15 wird als Ringlinie um Paris verkehren. Bis 2031 soll die 75 km lange Strecke mit 36 Stationen in mehreren Abschnitten eröffnet werden. Der Baubeginn für den südlichen Abschnitt erfolgte 2015. Die Eröffnung zwischen Pont de Sèvres im Südwesten und Noisy-Champs im Osten der Stadt ist für das vierte Quartal des Jahres 2026 vorgesehen.
- Linie 16 verbindet im weiten Bogen Saint-Denis Pleyel im Norden von Paris und Noisy – Champs im Osten. Der Baubeginn erfolgte 2019. Die gesamte 25 km lange Strecke mit 10 Stationen soll im Jahr 2028 fertiggestellt sein.
- Linie 17 wird Le Mesnil-Amelot mit Saint-Denis Pleyel verbinden. Die 25 km lange Strecke mit neun Stationen bindet auch die Flughäfen Paris-Charles-de-Gaulle und Paris-Le Bourget besser an die nördliche Vorstadt an. Die Eröffnung ist in drei Abschnitten bis 2030 vorgesehen. Der Baubeginn für den ersten Abschnitt war 2019.
- Linie 18 wird in den südwestlichen Vorstädten verlaufen. Zwischen 2027 und 2030 ist die Eröffnung der Strecke vom Flughafen Paris-Orly bis Versailles-Chantiers in zwei Abschnitten vorgesehen. Für die Eröffnung des dritten Abschnitts von Versailles-Chantiers bis Nanterre steht noch kein Datum fest. Im Endausbau wird diese Linie 50 km lang sein und 13 Stationen bedienen. Die vorbereitenden Bauarbeiten wie die Umleitung bestehender Versorgungsleitungen begannen 2018. Im Mai 2020 wurde der Auftrag für den Bau des ersten Abschnittes vergeben. Der Baubeginn erfolgte 2021.
- Linie 19 soll bis 2040 realisiert werden und über 25 bis 30 km Strecke und 9 bis 11 Stationen vom Bahnhof Nanterre-La Folie der Linie 15 durch das nördliche Stadtumland nach Triangle de Gonesse an der neuen Linie 17 führen. Die genaue Streckenführung ist noch nicht festgelegt. Der Betrieb wird im Westen gemeinsam mit Linie 15 bis La Défense und im Osten gemeinsam mit Linie 17 bis zum Flughafen Paris-Charles-de-Gaulle geführt. Der Baubeginn ist für Anfang der 2030er Jahre vorgesehen.

## Querung der Seine
An mehreren Stellen queren Métrolinien die Seine. Zwischen 1906 und zuletzt 1998 wurden zwölf über- bzw. unterirdische Querungen errichtet.
In der dritten Spalte wird die Station auf dem rechten Seineufer zuerst genannt.
| Eröffnungsjahr | Strecke | zwischen den Stationen                              | Art der Querung              |
| -------------- | ------- | --------------------------------------------------- | ---------------------------- |
| 1906           | 05      | Quai de la Rapée – Gare d’Austerlitz                | Brücke (Viaduc d’Austerlitz) |
| 1906           | 06      | Passy – Bir-Hakeim                                  | Brücke (Pont de Bir-Hakeim)  |
| 1909           | 06      | Bercy – Quai de la Gare                             | Brücke (Pont de Bercy)       |
| 1910           | 04      | Châtelet – St-Michel                                | Tunnel                       |
| 1913           | 08      | Concorde – Invalides                                | Tunnel                       |
| 1913           | 10      | Javel – André Citroën – Église d’Auteuil / Mirabeau | Tunnel                       |
| 1930           | 07      | Sully Morland – Jussieu                             | Tunnel                       |
| 1934           | 12      | Concorde – Assemblée Nationale                      | Tunnel                       |
| 1976           | 13      | Champs Elysées Clemenceau – Invalides               | Tunnel                       |
| 1980           | 13      | Mairie de Clichy – Gabriel Péri                     | Brücke                       |
| 1992           | 01      | Pont de Neuilly – Esplanade de la Défense           | Brücke (Pont de Neuilly)     |
| 1998           | 14      | Cour St-Émilion – Bibliothèque Fr. Mitterrand       | Tunnel                       |

## Fahrbetrieb und Fahrgäste

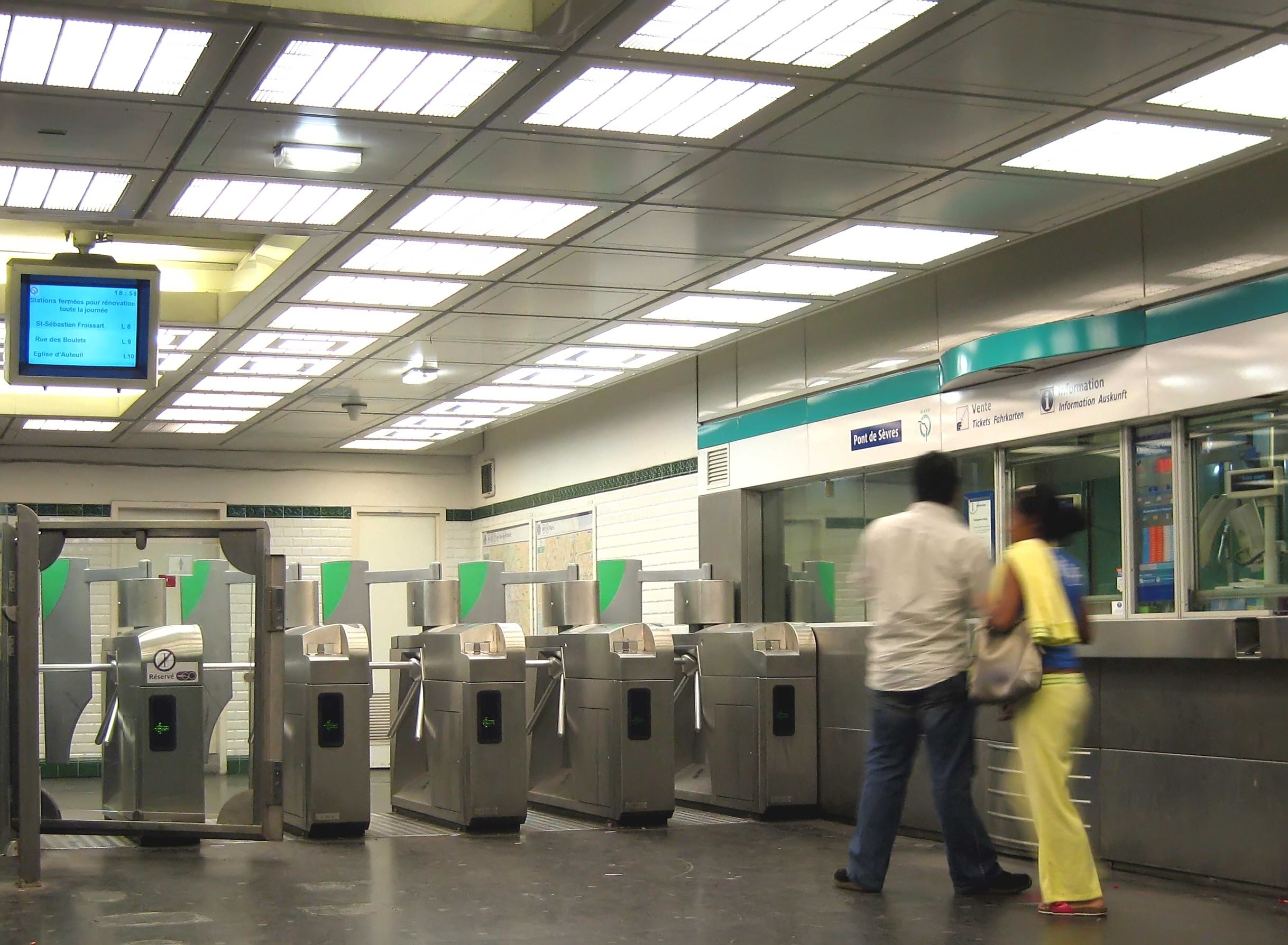
Ein freier Zugang ist zur Pariser Métro nicht möglich: Bahnsteigsperren (tourniquets) überprüfen und entwerten die Tickets

### Fahrbetrieb
Die Züge der Métro verkehren von etwa 5.00 Uhr bis zum Betriebsschluss zwischen 0.30 und 1.00 Uhr. Seit Dezember 2007 transportiert die Métro Fahrgäste in den Nächten von Freitag auf Samstag, von Samstag auf Sonntag sowie vor Feiertagen bis 2.15 Uhr.
Ein klassischer Fahrplan existiert nicht, die Fahrtzeiten der Métro werden vielmehr (wie auch im gesamten innerstädtischen Nahverkehr) in Taktzeiten angegeben. Zu Stoßzeiten verkehrt alle zwei Minuten ein Zug, bei den am stärksten frequentierten Linien 1 und 4 liegt die Wartezeit nur bei etwa eineinhalb Minuten. Der Fahrgast wird über das Informationssystem SIEL (Système d’information en ligne) hinsichtlich der nächsten beiden Züge einer Richtung informiert. Die erste Zahl gibt die Wartezeit für den nächsten, die zweite die für den darauf folgenden an. Auf der Linie 7 in Südrichtung sowie auf der Linie 13 in Nordrichtung besteht zudem die Besonderheit, dass auch noch angezeigt wird, welchen Ast der jeweilige Zug bedient.

### Tickets
Tickets für das gemeinsame Tarifsystem von Métro, Straßenbahn, RER, Vorortzügen und Bussen werden online (z. B. über die Île-de-France-Mobilités-App oder SNCF Connect), an bedienten Schaltern und an Automaten in den Metrostationen verkauft. Neben Einzelfahrkarten werden als Forfait Navigo bezeichnete Fahrkarten für einen ganzen Tag, eine Woche oder einen Monat angeboten. Online kann das Ticket direkt auf das Smartphone geladen werden, das dann benutzt werden kann, indem man es einfach auf die elektronischen Entwerter hält. Diese befinden sich an allen Eingängen und Ausgängen, die mit Bahnsteigsperren versehen sind. Beim Verlassen aller Stationen ist deutlich gekennzeichnet, ab welchem Bereich der Besitz eines Fahrscheins nicht mehr erforderlich ist.

### Pünktlichkeit
Die Pünktlichkeit auf den Pariser Métrolinien wird gemessen, denn es gibt eine Vereinbarung zwischen dem Besteller der Fahrten (STIF) und dem die Fahrten durchführenden Betreiber (RATP): Für die Hauptverkehrszeiten ist für jede Strecke ein Soll an Fahrten pro Stunde festgelegt. Beträgt die tatsächlich erreichte Fahrtenzahl mehr als 95 % des Sollwerts, so erhält RATP eine Bonuszahlung, wobei der maximale Bonus bereits bei 96,5 % fällig wird. Liegt die tatsächliche Zahl im sogenannten Malusbereich, d. h. unter 95 %, so ist die RATP zu Strafzahlungen verpflichtet. Die nicht durchgeführten Fahrten sind außerdem in der nachfolgenden Nebenverkehrszeit nachzuholen.
Für das Jahr 2013 ergaben sich folgende Zahlen:
Die vollautomatischen Linien 1 und 14 übertreffen den Sollwert erheblich: Sie erreichen jeweils mehr als 101 %. Bis auf zwei Linien liegen alle anderen im Bereich zwischen 96,5 % und 100 %. Allein die stark ausgelasteten Linien 4 und 13 liegen mit 94,3 % bzw. 90,6 % im Malusbereich.

### Fahrgastzahlen
Damit zählt die Pariser Métro zu den am meisten genutzten U-Bahnen weltweit, sie repräsentiert – an zweiter Stelle nach den Fußgängern – 20 Prozent des gesamten Pariser Verkehrs. Auf die Métro entfallen etwa 36 % des gesamten Verkehrsaufkommens im ÖPNV in der Hauptstadtregion Île-de-France, das sich auf etwa 4,3 Milliarden Fahrgäste pro Jahr (11,8 Millionen pro Tag) beläuft (Stand 2013).
Bei der Pariser Métro wurden im Jahresüberblick Fahrgastzahlen ermittelt.
Angaben jeweils in Millionen Fahrgästen:
| Jahr      | 1910 | 1920 | 1930 | 1940 | 1945 | 1946 | 1950 | 1960 | 1970 | 1980 | 1990 | 2000 | 2005 | 2009 | 2010 | 2011 | 2012 | 2013 | 2014 | 2015 | 2016 | 2017 | 2018 | 2019 | 2020 | 2021 | 2022 | 2023 | 2024 |
| --------- | ---- | ---- | ---- | ---- | ---- | ---- | ---- | ---- | ---- | ---- | ---- | ---- | ---- | ---- | ---- | ---- | ---- | ---- | ---- | ---- | ---- | ---- | ---- | ---- | ---- | ---- | ---- | ---- | ---- |
| Fahrgäste | 318  | 688  | 888  | 650  | 1508 | 1598 | 1129 | 1166 | 1128 | 1093 | 1226 | 1229 | 1354 | 1479 | 1506 | 1524 | 1541 | 1520 | 1526 | 1520 | 1519 | 1539 | 1559 | 1498 | 753  | 1015 | 1339 | 1411 | 1480 |

Quellen:
- Für die Jahre 1910–1990: Jean Tricoire; 2. Auflage; S. 339.
- Für die Jahre 2000 bis 2009: Mitteilung STIF: Zahlen 2000–2009 (französisch)[32]
- Für das Jahr 2012: Mitteilung STIF: Zahlen 2012 (französisch)[33]
- Für die Jahre 2013 und 2014: Mitteilung STIF: Zahlen 2013 und 2014 (französisch)[34]
- Für das Jahr 2015: Mitteilung STIF: Zahlen 2015 (französisch)[35]
- Für das Jahr 2016: Le Tourisme à Paris – Chiffres clés 2016 (französisch)[36]
- Für das Jahr 2017: Le Tourisme à Paris – Chiffres clés 2017 (französisch)[37]
- Für das Jahr 2018: Le Parisien: Ile-de-France : toujours plus de voyageurs dans les métros, RER, trams et bus de la RATP (französisch)[38]
- Für die Jahre 2019 bis 2023: Observatoire de la mobilité en Île-de-France (Omnil): Trafic annuel et journalier (französisch)[39]
- Für das Jahr 2024: Le Parisien: Transports en commun à Paris : un record de voyages dans le métro depuis le Covid (französisch)[40]

Die hohen Fahrgastzahlen in den 1940er Jahren sind mit den zunehmend schwierigen Verkehrsverhältnissen im Straßenverkehr durch mangelhafte Treibstoffversorgung und bei den öffentlichen Buslinien sowie wegen des Fehlens der bereits vor dem Krieg stillgelegten Straßenbahnen zu begründen, weshalb die Métro eine ungeahnte Nachfrage erlebte. Ab 1941 wurden jährlich mehr als eine Milliarde Fahrgäste gezählt. 1944 und 1945 waren es sogar mehr als 1,5 Milliarden Fahrgäste. Ihren absoluten Höchststand erreichte die Métro im Jahr 1946 mit 1,598 Milliarden Fahrgästen. Diese Zahl wurde seitdem nicht wieder erreicht. Bis in die 1980er Jahre sank die Zahl der Fahrgäste wieder auf etwa eine Milliarde pro Jahr. Danach jedoch, stieg die Zahl der Fahrgäste bis heute wieder stark an, was auf den Ausbau des Streckennetzes, auf das starke Bevölkerungswachstum im Großraum Paris (von 6 597 930 Einwohnern im Jahre 1946 auf 12 326 429 Einwohner im Jahre 2021), auf die gestiegene Zahl an Touristen und auf die gestiegenen Treibstoffpreise, weshalb viele Pendler auf die öffentlichen Verkehrsmittel umgestiegen sind, zurückzuführen ist. Heute hat die Métro fast wieder den Höchststand von 1946 erreicht, als 1,598 Milliarden Fahrgäste gezählt wurden. Im Jahr 2012 konnte mit 1,541 Milliarden Fahrgästen das zweithöchste Fahrgastaufkommen in der Geschichte der Pariser Métro verzeichnet werden. Langfristig wird ein weiterer Anstieg erwartet. Vor allem nach der vollständigen Inbetriebnahme des Grand Paris Express, welches Teil der Pariser Métro wird, rechnet man mit 3 Millionen zusätzlichen Fahrgästen täglich. Die leichte Abnahme der Fahrgastzahl nach 2012 ist auf die umfangreiche Erweiterung des Tramway-Netzes im Großraum Paris zurückzuführen, wodurch viele Fahrgäste von der Métro auf die Straßenbahn umgestiegen sind, da diese mit ihren Tangentialverbindungen teilweise deutlich kürzere Fahrzeiten zwischen den Vorstädten bietet. Die Fahrgäste sparen sich somit die Fahrt mit der Métro ins Zentrum, wo sie umstiegen, um anschließend wieder mit der Métro in eine andere Vorstadt zu fahren. Das zeigen auch die Fahrgastzahlen der Straßenbahn. Wurden 2012 noch 115 Millionen Fahrgäste befördert, so waren es 2015 bereits 267 Millionen.

### Große Unfälle und Katastrophen
- 19. Oktober 1900: Ein Zusammenstoß im Bahnhof Concorde fordert 38 Verletzte.
- 10. August 1903: Ein Brand im Bahnhof Couronnes fordert 84 Tote. →Métrounfall im Bahnhof Couronnes
- 11. März 1918: 66 Tote bei Panik in der Station Bolivar
- 23. April 1930: Ein Zusammenstoß am Bahnhof Porte de Versailles fordert zwei Tote.
- 8. Februar 1962: Bei einer gewaltsamen Demonstrationsauflösung flüchten Demonstranten in den Bahnhof Charonne. Durch Stürze, Erdrücken und Polizeigewalt sterben neun Menschen. →Massaker in der Métrostation Charonne
- 10. Januar 1963: Ein erneuter Zusammenstoß am Bahnhof Porte de Versailles fordert 40 Verletzte.
- 30. Oktober 1973: Bei einer Entgleisung eines Zuges nahe dem Bahnhof Louis Blanc werden 19 Personen verletzt.
- 25. November 1976: Bei einer Kollision im Bahnhof Opéra werden 33 Personen verletzt.
- 6. Februar 1981: Bei einem Zusammenstoß im Bahnhof Nation wird ein Zugführer getötet.
- 6. Oktober 1995: Bei einem Sprengstoffanschlag nahe dem Bahnhof Maison Blanche werden 18 Personen verletzt. →Anschlagsserie in Frankreich 1995
- 18. November 1996: Bei einer Entgleisung eines Zuges nahe dem Bahnhof Charles de Gaulle – Étoile werden zwei Personen verletzt.
- 30. August 2000: Durch eine Entgleisung eines Zuges nahe dem Bahnhof Notre-Dame-de-Lorette werden 24 Personen verletzt.
- 6. August 2005: Bei einem Brand im Bahnhof Simplon erleiden 19 Personen eine leichte Rauchvergiftung.
- 29. Juli 2007: Bei einem Brand eines Zuges zwischen den Bahnhöfen Invalides und Varenne erleiden 35 Fahrgäste eine Rauchvergiftung.
- 2. Dezember 2016: Ein Zug der Baureihe MF 01 entgleist bei der Einfahrt in den Bahnhof Barbès – Rochechouart. Es gab keine Verletzten, allerdings entstand ein hoher Sachschaden.

### Individuelle Unglücksfälle
- Zwischen 2005 und 2008 sank die Zahl der Selbstmorde und Selbstmordversuche auf dem Schienennetz der RATP (d. h. in der Métro und auf den RATP-Strecken der RER A und B) kontinuierlich von 185 auf weniger als 80 pro Jahr. Seit 2005 (bis 2012) liegen diese Zahlen im Bereich zwischen 60 und 80.
- Für den Zeitraum 2005 bis 2012 werden jährlich 20 bis 40 Todesfälle gemeldet. Insgesamt waren es 233 Todesfälle. In dieser Statistik wurde nicht zwischen tödlichen Unfällen und anderen Todesursachen – beispielsweise Herzversagen – unterschieden.
- Gleichzeitig zogen sich zwischen 6300 (2012) und 9000 Personen (2007) Verletzungen zu. Insgesamt verletzten sich rund 60 000 Personen.[43]

## Fahrzeuge

### Fahrzeugtypen

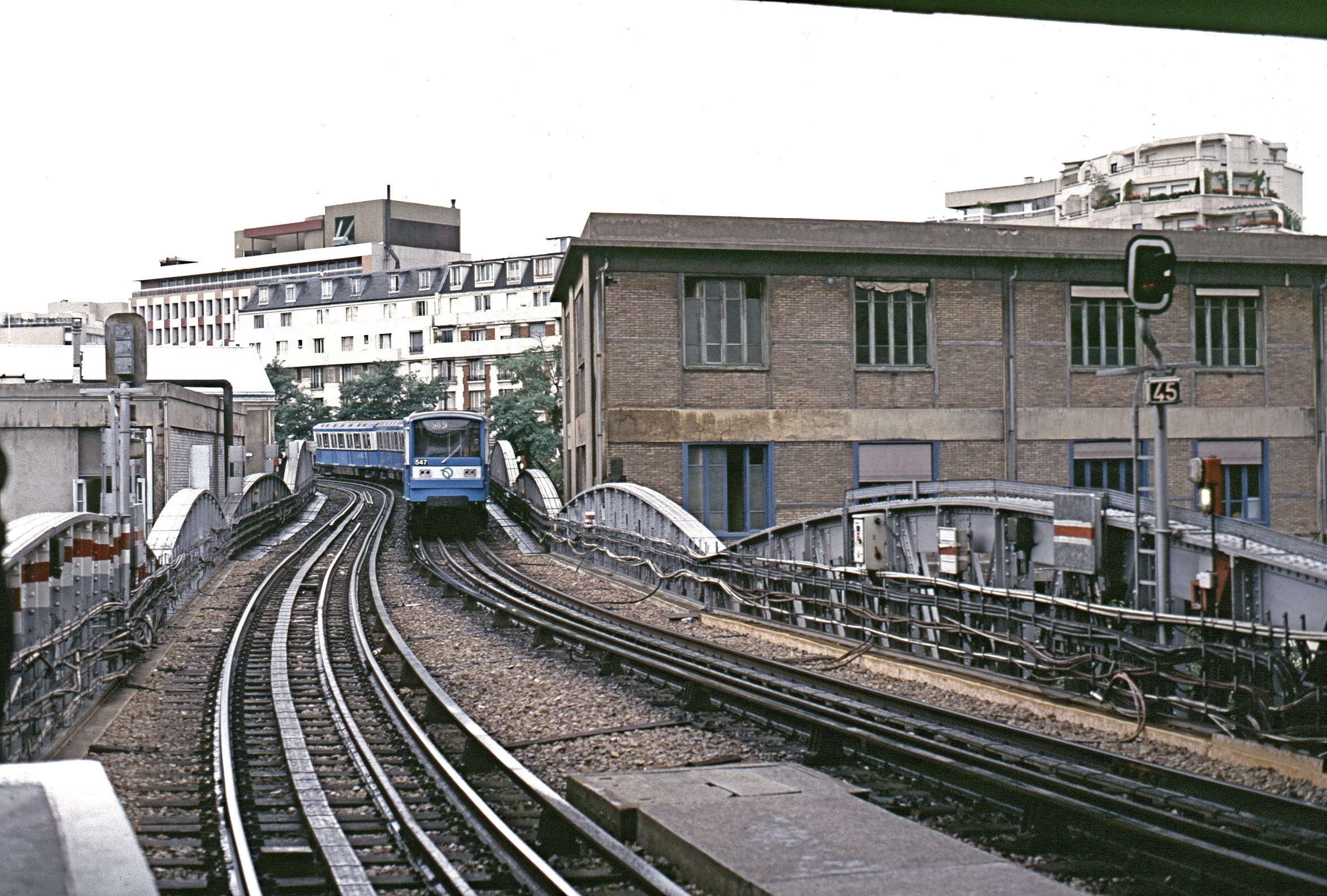
MF 67 in königsblau / weißer Lackierung bei der Ausfahrt aus der Station Gare d’Austerlitz (Richtung Place d’Italie), 1994

Die im Pariser Métrosystem eingesetzten Fahrzeuge lassen sich in zwei Kategorien einteilen, die ihrer jeweiligen Typenbezeichnung vorangestellt werden: F steht dabei für Fer (Eisen) und bezeichnet Fahrzeuge, die mit den konventionellen Rädern ausgestattet sind. P steht für Pneu (Luftreifen) und bezeichnet die Fahrzeuge mit den unten dargestellten luftgefüllten Reifen. Demnach heißen die Fahrzeuge also entweder MF oder MP, wobei M für Matériel (roulant) / (rollendes) Material steht. Die Zahl hinter der Typenbezeichnung gibt das Jahr der Bestellung an (also MP 89 im Jahre 1989). Die Fahrzeuge beider Systeme fahren auf regelspurigen Gleisen, die Stahlschienen dienen den Fahrzeugen mit luftgefüllten Rädern lediglich zur Führung in Weichen und bei Schäden an den besonderen waagerechten Führungsrädern sowie zur Rückstromführung. Der für den Betrieb mit gummibereiften Fahrzeugen ausgerüstete Oberbau kann von konventionellen Fahrzeugen normal befahren werden, wegen der abweichenden Form der Strom- bzw. Führungsschienen jedoch ohne Anpassungsarbeiten nicht mit regulärer Stromzuführung.

#### Frühere Typen
| Fahrzeug        | Bild                                                                      | Einsatz     | Beschreibung |
| --------------- | ------------------------------------------------------------------------- | ----------- | --- |
| M1              | M1                                                                        | 1900 – 1931 | Erste Züge der Métro Paris. Wagenaufbauten waren aus Holz. |
| Sprague-Thomson | RATP-Baureihe Sprague-Thomson-Triebwagen am 22. März 1978 auf der Linie 2 | 1908 – 1983 | Sprague-Thomson ist die Bezeichnung für ein Steuerungssystem von ehemaligen Triebwagen der Pariser U-Bahn. Zugleich ist es Sammelbegriff für sämtliche bis 1935 gebauten Drehgestellwagen des Pariser Nahverkehrsunternehmens RATP und dessen Vorgängerbetrieben CMP und Nord-Sud. Mit etwa 2720 Fahrzeugen in mehreren Unterbauarten war die Baureihe Sprague-Thomson der häufigste und der wohl bekannteste Fahrzeugtyp der Métro Paris. |
| MA              | MA                                                                        | 1951 – 1994 | Die Fahrzeuge des Typs MA (Matériel articulé / Gelenkwagen), wurden zunächst auf der Linie 13 und ab 1975 auf der Linie 10 eingesetzt. |
| MP 51           | MP 51                                                                     | 1952 – 1961 | Erster gummibereifter Métrowagen, der hauptsächlich Testzwecken auf der Voie navette diente. |
| MP 55           | MP 55                                                                     | 1956 – 1999 | Gummireifen (Pneus) mit Stickstofffüllung, Zug bestand aus vier Wagen. |
| MP 59           | MP 59                                                                     | 1963 – 2024 | Gummireifen (Pneus) mit Stickstofffüllung, Zug bestand aus vier Wagen. |

#### Heutige Typen

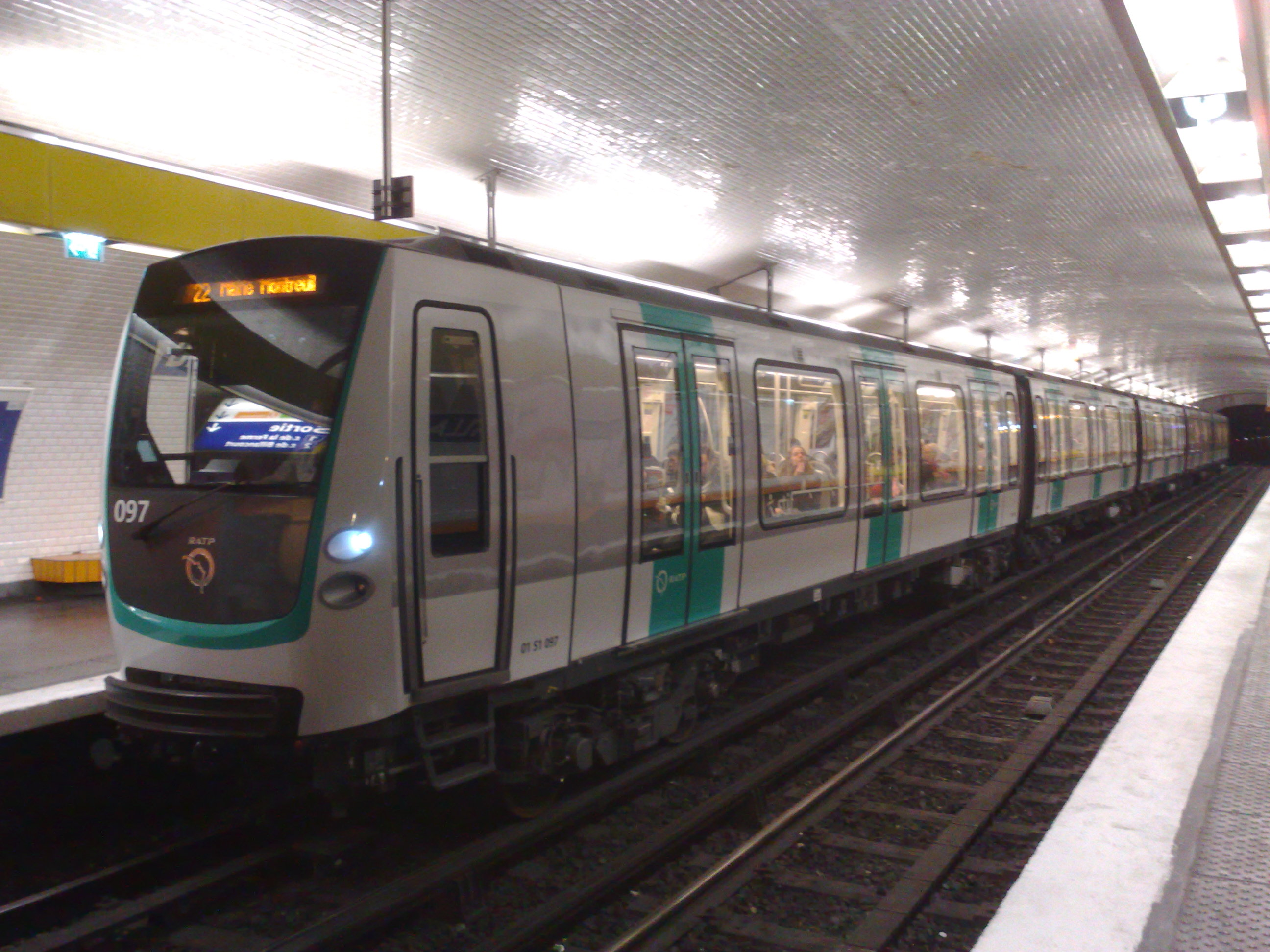
Neu gelieferter MF 01 in neuem Design auf der Linie 9 (November 2013)

| Fahrzeug | Bild  | Linien         | Beschreibung |
| -------- | ----- | -------------- | --- |
| MP 73    | MP 73 | 06             | Gummireifen (Pneus) mit Stickstofffüllung, ein Zug besteht auf der Linie 6 aus fünf, auf der Linie 11 aus vier Wagen. Seit 1974 im Einsatz. Wurden auf der Linie 11 bis Ende 2022 ausgemustert. Ausmusterung auf der Linie 6 bis Ende 2025. Ersatz durch MP 89 CC auf der Linie 6, die nach Umstellung auf fahrerlosen Betrieb von der Linie 4 von sechs auf fünf Wagen verkürzt und hierher umgesetzt werden. |
| MP 89 CA |       | 04             | führerlos (Conduite Automatique), Gummireifen (Pneus) mit Stickstofffüllung, Durchgang durch den ganzen Zug möglich, Zug besteht aus sechs Wagen. Seit 1998 im Einsatz; wurden zwischen 2022 und 2024 von der Linie 14 auf die Linie 4 umgesetzt, da auf der Linie 14 nur noch längere MP 14 mit acht Wagen zum Einsatz kommen. |
| MP 89 CC |       | 06             | fahrergesteuert (Conduite Conducteur), Gummireifen (Pneus) mit Stickstofffüllung, Durchgang durch den ganzen Zug möglich, Zug besteht aus sechs Wagen. Seit 1997 im Einsatz. Werden seit 2022 im Zuge der Umstellung auf fahrerlosen Betrieb von der Linie 4 auf die Linie 6 umgesetzt und ersetzen dort MP 73. |
| MP 05    |       | 01             | führerlos, Gummireifen (Pneus) mit Stickstofffüllung, äußerlich kaum von MP 89 zu unterscheiden, aber der Innenraum ist neu gestaltet und mit einem neuen Fahrgastinformationssystem ausgestattet, Zug besteht aus sechs Wagen. Seit 2011 im Einsatz. |
| MP 14 CA |       | 04 14          | führerlos (Conduite Automatique), Gummireifen (Pneus) mit Stickstofffüllung, Zug besteht aus acht (Linie 14) bzw. 6 (Linie 4) Wagen. Seit 2020 im Einsatz zuerst auf der Linie 14, später dann 4; fahrergesteuert seit 2023 auf der Linie 11. |
| MP 14 CC |       | 11             | fahrergesteuert (Conduite Conducteur), Gummireifen (Pneus) mit Stickstofffüllung, Zug besteht aus fünf Wagen. Seit 2023 auf der Linie 11 im Einsatz. |
| MF 67    | MF 67 | 03 03bis 10 12 | Die mit konventionellen Drehgestellen ausgestattete Baureihe MF 67 ist mit etwa 1365 Fahrzeugen die am zahlreichsten vertretene. Es existieren verschiedene Bauserien mit ein- (MF 67 A1 und C1) und zweimotorigen (MF 67 A2 und C2) Drehgestellen. Zunächst bestanden die Züge nur aus Triebwagen (mit und ohne Führerstand), 1973 wurden antriebslose Bei- (MF 67 D) und Steuerwagen (MF 67 S) bestellt und die Zugzusammenstellungen geändert. Zug besteht aus fünf Wagen auf Linie 3, 10, 12 und auf Linie 3bis aus drei Wagen. Seit 1967 im Einsatz. Werden bis 2028 ausgemustert und durch MF 19 ersetzt. |
| MF 77    |       | 07 08 13       | konventionell, Zug besteht aus fünf Wagen. Seit 1978 im Einsatz. Werden bis 2031 ausgemustert und durch MF 19 ersetzt. |
| MF 88    |       | 07bis          | konventionell, Durchgang durch den ganzen Zug möglich, es gibt nur neun Züge dieser Baureihe, Zug besteht aus drei Wagen. Seit 1992 im Einsatz. Werden bis 2026 ausgemustert und durch MF 19 ersetzt. |
| MF 01    | MF 01 | 02 05 09       | konventionell, weniger Sitzplätze als in anderen Baureihen, Höchstgeschwindigkeit 70 km/h, 30 % weniger Energieverbrauch als MF 67, gekühlte Belüftung, Durchgang durch den ganzen Zug möglich, Zug besteht aus fünf Wagen. Im Einsatz seit 2008. |

#### Zukünftige Typen
- Die Baureihe MF 19 wurde Ende 2019 bestellt und soll auf den Linien 3, 3bis, 7, 7bis, 8, 10, 12 und 13 zum Einsatz kommen. Insgesamt sollen bis 2031 maximal 410 Züge dieser Baureihe beschafft werden. Die Züge verfügen über konventionelle Stahlräder und werden mit Führerständen ausgerüstet. Sie sind jedoch so konzipiert, dass ein Umbau auf führerlosen Betrieb später möglich sein wird, wenn weitere Linien sukzessive automatisiert werden.
- Für die Linien 15, 16 und 17 werden die Baureihen MR3V und MR6V (vorläufige Projektbezeichnung) zum Einsatz kommen. Für die Linie 15 werden aus sechs Wagen bestehende MR6V und für die Linien 16 und 17 Züge aus drei Wagen bestehende MR3V zum Einsatz kommen. Beide Baureihen, die bis auf die Länge weitgehend identisch sind, sind mit 2,80 Metern deutlich breiter als alle anderen Baureihen. Es wird von maximal 183 Zügen, bestehend aus 50 MR3V und 133 MR6V, ausgegangen. Eine erste Tranche über 30 Züge für die Linie 15 und 23 Züge für die Linien 16 und 17 wurde 2018 bestellt. Eine weitere Tranche über 23 Züge für die Linien 16 und 17 wurde 2019 bestellt. Die erste Auslieferung ist für 2022 vorgesehen.
- Für die Linie 18 sind Züge der Baureihe MRV (vorläufige Projektbezeichnung) mit einer Breite von 2,50 Metern vorgesehen und sollen aus drei Wagen bestehen. Im Oktober 2021 wurde der Vertrag an Alstom vergeben. Insgesamt sollen maximal 37 Züge bestellt werden. Im Dezember 2021 wurde das Design der Züge vorgestellt.

### Züge mit gasgefüllten Gummireifen

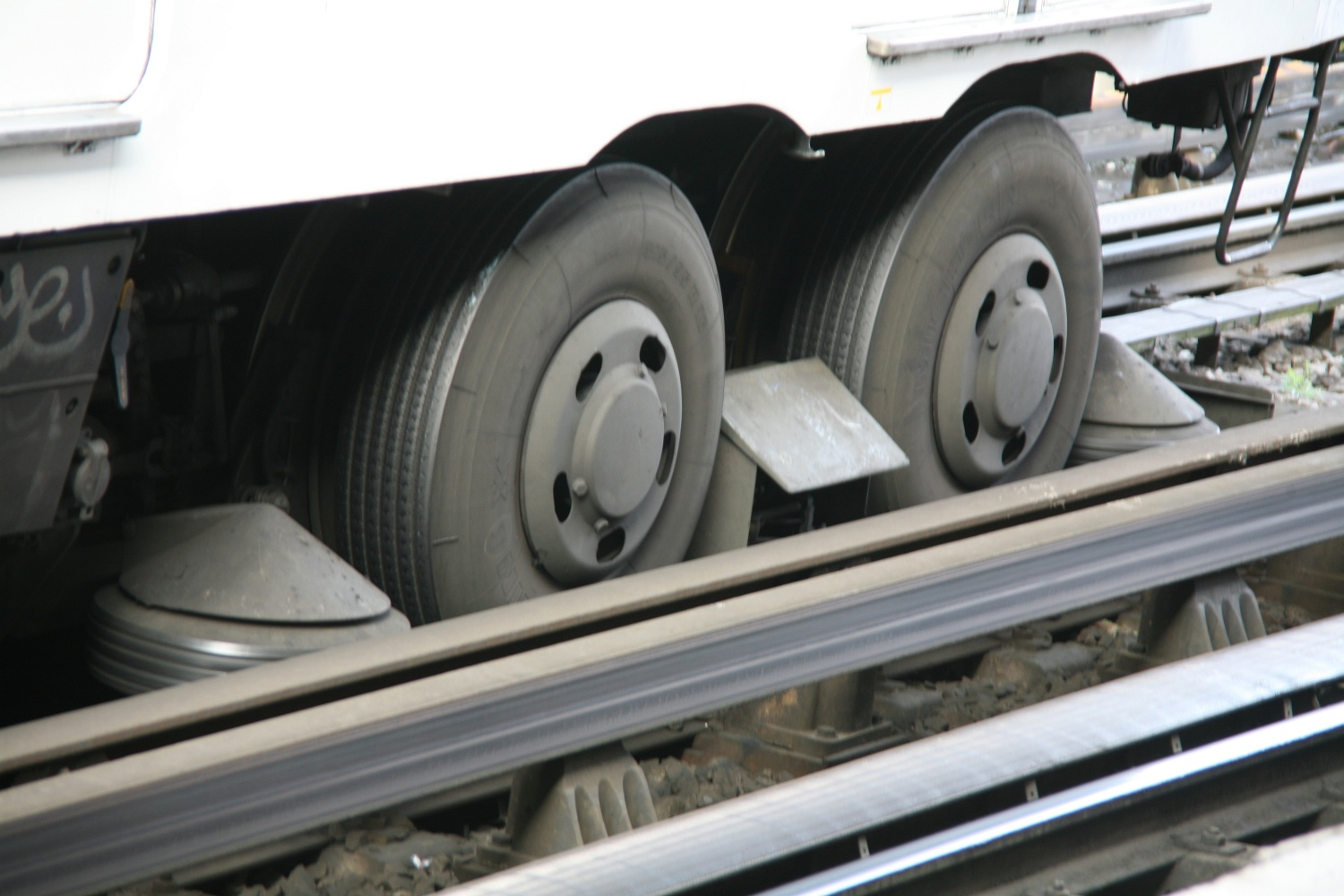
Lauf- und Führungsräder an einem mit gasgefüllten Reifen ausgerüsteten Zug

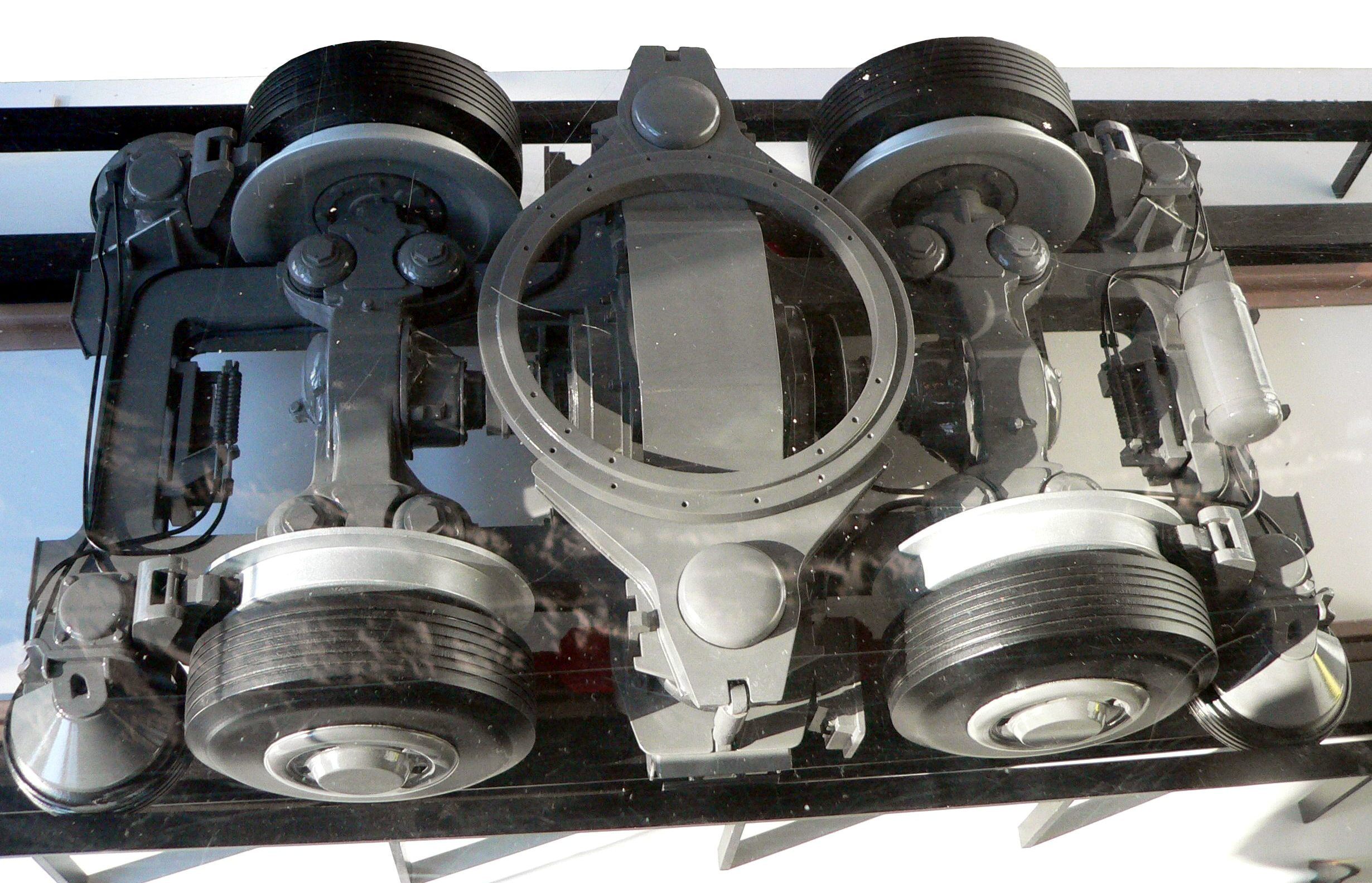
Modell eines mit gasgefüllten Reifen ausgerüsteten Drehgestells

Die Pariser Métro war die erste U-Bahn der Welt, bei der mit gasgefüllten Gummireifen ausgerüstete Fahrzeuge eingesetzt werden. Zur Brandvermeidung beim Blockieren eines Rades werden die Reifen mit Stickstoff befüllt. Insgesamt kommen die Gummireifen auf fünf Strecken zum Einsatz: Auf der Linie 11 seit 1956, auf der Linie 1 seit 1964, auf der Linie 4 seit 1966 und auf der Linie 6 seit 1972. Für die vollautomatische Linie 14 wird dieses System seit ihrer Eröffnung im Jahr 1998 verwendet. (Auf allen anderen Linien wird weiterhin auf konventionellen Normalspur-Gleisen gefahren.)
Wie auf nebenstehendem Bild zu erkennen ist, werden die Fahrzeuge der Métro sur pneumatiques von seitlichen luftgefüllten Rädern geführt. Für Notfälle (z. B. bei einem Reifendefekt) und für die Führung in Weichen sind zusätzlich konventionelle Stahlräder mit besonders hohen Spurkränzen vorhanden. Diese dienen ebenfalls als Reibpartner der mechanischen Bremse. Wegen des Rollprinzips zylindrischer Laufflächen auf planem Grund und der höheren Reibung zwischen Laufrädern und Fahrbahn werden zur Verbesserung des Bogenlaufes Differenzialgetriebe aus dem Lkw-Bau verwendet.
Heute werden neu angelegte Métros in Frankreich (z. B. in Lyon und Marseille) überwiegend mit diesem System gebaut. Auch in anderen Städten (z. B. Lausanne, Montreal, Santiago de Chile und Mexiko-Stadt) findet es sich vereinzelt. Davon abgeleitet wurde das System Véhicule automatique léger, bei dem auf den klassischen Gleisrost als Nottragelement und zur Führung in Weichen verzichtet wurde. Auch dieses erreichte eine gewisse Verbreitung, in Frankreich beispielsweise bei den Metros Lille, Toulouse und Rennes, als Transportsystem auf Flughäfen sowie in Turin.
Im französischen Spielfilm Angst über der Stadt findet eine Verfolgungsjagd in (und auf) einem der mit luftgefüllten Reifen versehenen Züge der Métro Paris statt. Das System, ebenso wie die besonderen Schienen, sind dabei im Betrieb gut zu sehen.

## Energieversorgung und Energieverbrauch
Siehe auch Artikel Unterwerke der Pariser Métro

### Geschichte der Energieversorgung

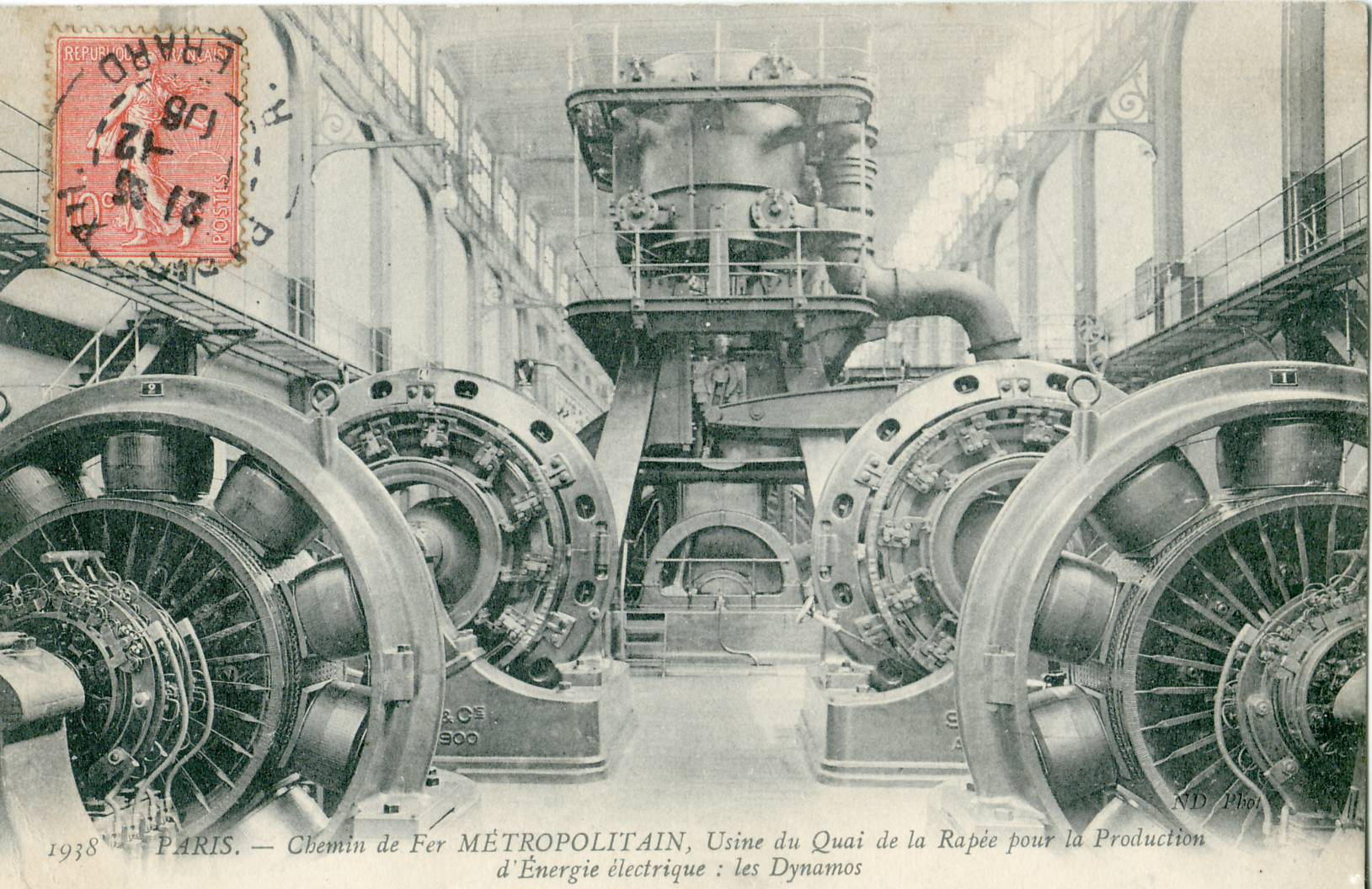
Postkarte aus dem Jahr 1906: Generatoren des Kraftwerks der CMP

Die im Jahre 1899 gegründete Gesellschaft CMP beabsichtigte, für den Betrieb der im Bau befindlichen U-Bahn für Paris eine eigene Stromversorgung einzurichten. Als im Juli des Jahres 1900 der Betrieb auf den ersten Strecken aufgenommen wurde, stand das geplante Kraftwerk noch nicht zur Verfügung. So musste der Strom von den drei privaten Gesellschaften Triphasé, Westinghouse und Air Comprimé bezogen werden.
Das betriebseigene Kraftwerk entstand am Quai de la Rapée unmittelbar neben dem Verwaltungsgebäude der CMP an der Seine. Die Lage wurde gewählt, weil zum einen die notwendige Kohle auf der Seine bis zum Kraftwerk geliefert werden konnte. Zum anderen war ein Kraftwerk in Verbrauchernähe wünschenswert, da der Stromtransport über größere Strecken damals noch mit Schwierigkeiten behaftet war. Die von Paul Friesé entworfene Anlage bestand aus zwei miteinander verbundenen Gebäudeteilen: In einem Teil befanden sich die Kessel für die Dampferzeugung, im anderen die Generatoren. Der erzeugte Strom hatte eine Spannung von 5000 V bei einer Frequenz von 25 Hz. Die Anlage wurde im März 1901 in Betrieb genommen. Nach dem Métrounfall im Bahnhof Couronnes, dessen Auslöser ein Kurzschluss war, beschloss die CMP – zur Erhöhung der Betriebssicherheit – den Strom aus verschiedenen Quellen zu beziehen. Ab 1906 wurde deshalb dauerhaft Strom auch von externen Lieferanten gekauft. Als Mitte der 1920er Jahre wegen des stark gestiegenen Strombedarfs ein Übergang von 25 Hz zu 50 Hz vorgenommen wurde, wurde das CMP-eigene Kraftwerk im Dezember 1927 stillgelegt. Der Strom kam nun von Kraftwerken in Saint-Denis und Ivry und später auch noch aus Vitry.
Der im Kraftwerk erzeugte Strom war Wechselstrom, für den Bahnbetrieb war aber Gleichstrom (600 V) vorgesehen, so dass eine Gleichrichtung notwendig war. Dies wurde anfangs in den zwei Unterwerken (»Sous-station«) Étoile und Quai de la Rapée durchgeführt. Der schnell anwachsende U-Bahnverkehr und die wachsende Zahl eingesetzter Züge machte bald ein drittes Gleichrichterwerk in Nähe des Louvre notwendig.
1923 erschienen die ersten Quecksilberdampfgleichrichter, die ab den 1930er Jahren die bisher üblichen rotierenden Umformer schrittweise ersetzten. Noch 1950 waren jedoch von den 32 Unterwerken noch 20 mit Umformern ausgestattet und nur die restlichen 12 arbeiteten mit Quecksilberdampfgleichrichtern.
In den 1960er Jahren wurden dann schließlich auf der Basis von Siliziumdioden arbeitende Halbleitergleichrichter eingebaut. 1963 wurden sie zum ersten Mal bei der RATP verwendet. Vorteilhaft war auch ihr erheblich geringerer Platzbedarf. Gleichzeitig ging die RATP zum Hochspannungsnetz über: statt wie bisher mit rund 10 kV wurde die Gesellschaft von der EDF ab 1962 mit acht Übergabestellen, die rings um Paris angeordnet waren, an das 63-kV-Netz angeschlossen. Der Strom wurde zunächst an vier Umspannwerke geliefert, welche die Spannung auf 15 kV heruntertransformierten: Montessuy (1962); Père-Lachaise (1963), Lamarck (1964) und Denfert (1968). Neue Unterwerke (genannt PR = Postes de Redressement), die als Umspann- und Gleichrichterwerke arbeiten, stellen anschließend Gleichspannung mit 750 V für die Métro und von 1500 V für den RER-Betrieb zur Verfügung. Die neuartigen PRs brauchen nur noch eine Arbeitsfläche von rund 100 m², gegenüber 300 bis 1000 m² für die bisherigen Umformer- beziehungsweise Unterwerke.
Mit der Schaffung der RER-Linien und dem zunehmenden Energiebedarf wurde ein Teil mit einer Spannung von 225 kV bezogen. Dazu wurden in den Jahren 1974 bis 1979 drei weitere Hochspannungstrafostationen eingerichtet.

### Vom Hochspannungsnetz zur RATP

Schematische Darstellung der Energieversorgung einer Métrolinie durch vier Umspannwerke der RATP und durch einen externen Energielieferanten: PHT = Umspannwerk RATP; PR =Gleichrichterunterwerk; ERDF externer Stromlieferant 20 kV

Lieferant der elektrischen Energie sind die Hochspannungsleitungen der EDF, welche den Strom über zwei Ringleitungen, die mit 63 kV bzw. 225 kV gespeist werden, für die RATP zur Verfügung stellt. In sechs betriebseigenen Umspannwerken wird der Strom für die spezifischen Bedürfnisse der RATP umgewandelt: Gleichspannung 750 V für Métro und Straßenbahn und 1500 V für die gleichspannungsgespeisten Netzteile des RER, sowie 230 und 380 V für die Nebeneinrichtungen: Beleuchtung, Rolltreppen, Belüftung der Tunnelanlagen etc.
Die Gleichrichterunterwerke der RATP wurden zwischen 1964 und 1979 errichtet und sind über 15-kV-Leitungen miteinander vernetzt.
Der Stromverbrauch der Métro von Paris entspricht dem einer Stadt mit 120.000 Einwohnern.
Nach einer Ausschreibung, die Stromlieferung betreffend, entschloss sich die RATP, ab 1. Januar 2011 ihren Strom zu 90 % von E.ON und der österreichischen Verbund AG zu beziehen.

### Versorgung der einzelnen Métrolinien
Die Stromschienen sind in einzelne, voneinander isolierte Abschnitte unterteilt. Jeder Abschnitt wird von mehreren Gleichrichterunterwerken aus versorgt. Benachbarte Abschnitte werden nie vom gleichen Gleichrichterwerk versorgt. Damit soll sichergestellt werden, dass im Falle eines Ausfalls eines Gleichrichters die Stromversorgung der Linie möglichst nicht betroffen ist, bzw. der betroffene Abschnitt möglichst kurz bleibt.